# Wald in Deutschland

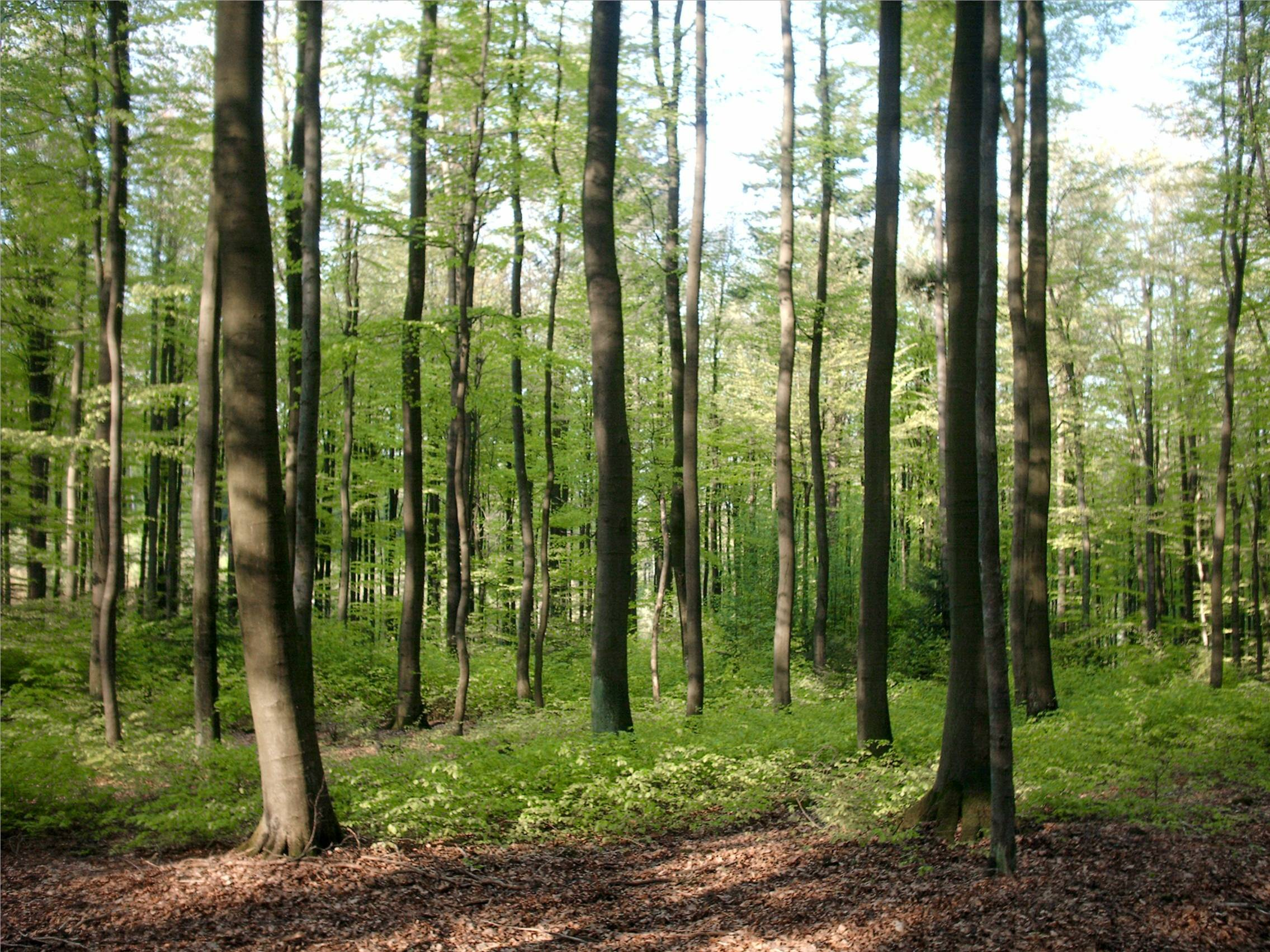
Buchenwald nach dem Blattaustrieb im Frühling im Spessart

Der Wald in Deutschland umfasst nach den Ergebnissen der vierten Bundeswaldinventur (BWI 4) aus dem Jahr 2022 rund 11,5 Millionen Hektar bzw. 32 Prozent der gesamten Landfläche Deutschlands. In den deutschen Wäldern wachsen rund 100 Milliarden Bäume, die größer als 20 Zentimeter sind, mit einem Holzvorrat von insgesamt 3,7 Milliarden Festmetern.

## Gesetzliche Definition
Die Definition des Bundeswaldgesetzes (BWaldG) für Wald lautet: „Wald im Sinne dieses Gesetzes ist jede mit Forstpflanzen bestockte Fläche. Als Wald gelten auch kahlgeschlagene oder verlichtete Grundflächen, Waldwege, Waldeinteilungs- und Sicherungsstreifen, Waldblößen und Lichtungen, Waldwiesen, Wildäsungsplätze, Holzlagerplätze sowie weitere mit dem Wald verbundene und ihm dienende Flächen.“ Der Nutzen des Waldes besteht gemäß § 1 des Bundeswaldgesetzes in:
- der wirtschaftliche Nutzen (Nutzfunktion)
- die Bedeutung für die Umwelt
- die Leistungsfähigkeit des Naturhaushaltes
- das Klima
- den Wasserhaushalt
- die Reinhaltung der Luft
- die Bodenfruchtbarkeit
- das Landschaftsbild
- die Agrar- und Infrastruktur
- die Erholung der Bevölkerung (Schutz- und Erholungsfunktion)

## Waldfläche

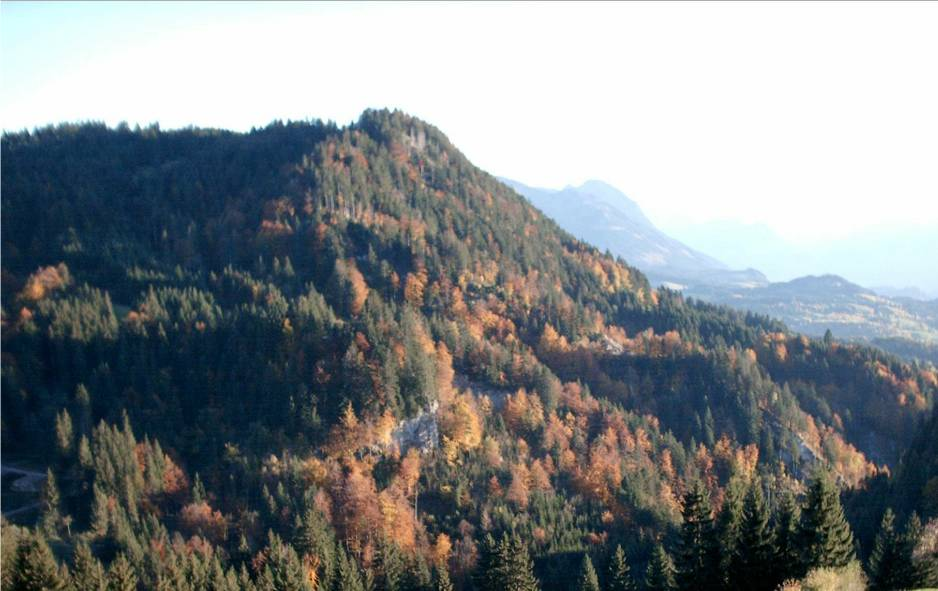
Bergmischwald im Herbst bei Burgberg, Landkreis Oberallgäu

Im Jahr 2022 lag die Waldfläche in Deutschland nach den Ergebnissen der vierten Bundeswaldinventur (BWI 4) bei 11.538.455 Hektar, was 32,3 Prozent der Landfläche Deutschlands entspricht. Die deutsche Waldfläche hat von 2012 bis 2022 geringfügig um 15.606 Hektar zugenommen. In diesem Zeitraum ist auf rund 82.000 Hektar neuer Wald entstanden, dem ein Waldverlust von rund 66.000 Hektar gegenübersteht.
Das Bundesland mit der größten Waldfläche ist Bayern mit rund 2,6 Millionen Hektar Wald. Den größten Bewaldungsanteil an der Landesfläche haben Hessen und Rheinland-Pfalz mit rund 43 Prozent.
| Land                   | Waldfläche 2022 | Waldanteil an der Landesfläche 2022 | Veränderung der Waldfläche 2012–2022 |
| ---------------------- | --------------- | ----------------------------------- | ------------------------------------ |
| Baden-Württemberg      | 1.378.473 ha    | 38,6 %                              | + 700 ha                             |
| Bayern                 | 2.616.869 ha    | 37,1 %                              | − 2.998 ha                           |
| Berlin                 | 17.588 ha       | 19,7 %                              | + 387 ha                             |
| Brandenburg            | 1.127.980 ha    | 38,0 %                              | + 100 ha                             |
| Hamburg + Bremen       | 13.054 ha       | 11,3 %                              | − 1.187 ha                           |
| Hessen                 | 898.180 ha      | 42,5 %                              | + 400 ha                             |
| Mecklenburg-Vorpommern | 582.361 ha      | 25,0 %                              | + 5.688 ha                           |
| Niedersachsen          | 1.208.506 ha    | 25,3 %                              | + 408 ha                             |
| Nordrhein-Westfalen    | 952.519 ha      | 27,9 %                              | + 8.390 ha                           |
| Rheinland-Pfalz        | 853.758 ha      | 43,0 %                              | − 299 ha                             |
| Saarland               | 98.799 ha       | 38,4 %                              | − 392 ha                             |
| Sachsen                | 531.219 ha      | 28,8 %                              | + 4.193 ha                           |
| Sachsen-Anhalt         | 520.874 ha      | 25,5 %                              | − 2.093 ha                           |
| Schleswig-Holstein     | 182.457 ha      | 11,5 %                              | + 3.496 ha                           |
| Thüringen              | 555.819 ha      | 34,3 %                              | − 1.188 ha                           |
| Deutschland gesamt     | 11.538.455 ha   | 32,3 %                              | + 15.606 ha                          |

Das Statistische Bundesamt erfasst die Waldfläche nach anderen Parametern als die Bundeswaldinventur. Es legt die „Tatsächliche Nutzung“ des Liegenschaftskatasters zugrunde, die zum Teil Waldblößen und Latschenfelder, die nach der Definition des Bundeswaldgesetzes Wald sind, nicht als Wald erfasst. Die erfasste Waldfläche ist dadurch geringer als bei der Bundeswaldinventur. Zum Stichtag 31. Dezember 2023 wies das Statistische Bundesamt für Deutschland eine Waldfläche von rund 106.886 km² sowie eine Gehölzfläche von rund 4.679 km² aus.
Das Land Berlin ist der waldreichste Stadtstaat: Das Statistische Bundesamt weist 157,78 km² Waldfläche aus, was 18 % der Gesamtfläche der Bundeshauptstadt entspricht.
Das sowohl absolut als auch relativ waldärmste Bundesland ist Bremen: Das Land besitzt nach Angabe des Statistischen Bundesamtes nur 4,29 km² Waldfläche, was einen Flächenanteil von 1 Prozent ausmacht. Der Großteil der bremischen Wälder sind der bremische Anteil an der Neuenkirchener Heide.
Eine auf Satellitendaten gestützte Auswertung des DLR kam zu dem Ergebnis, dass in Deutschland zwischen Januar 2018 und April 2021 mehr als 500.000 Hektar der mit älteren Bäumen bestockten Waldfläche (5.000 km²) verloren gingen, maßgeblich verursacht durch die in diesen Jahren herrschende Dürre und damit einhergehende Borkenkäferwellen sowie Stürme. Dies entspricht ca. 5 % der Waldfläche Deutschlands. Hauptsächlich betroffen waren Nadelwälder in der Mitte von Deutschland. In Nordrhein-Westfalen verschwand mehr als ein Viertel der Fichtenwälder, manche Landkreise verloren binnen dieser drei Jahren mehr als zwei Drittel ihrer Fichtenwälder.

## Waldbesitzer
In Deutschland gibt es rund 2 Millionen Waldbesitzer. Zu den Waldbesitzern zählen neben den Waldeigentümern auch Nutzungsberechtigte, sofern sie unmittelbare Besitzer des Waldes sind.
Die Waldeigentumsarten sind nach § 3 des Bundeswaldgesetzes (BWaldG) wie folgt definiert:
- Staatswald: Wald im Alleineigentum des Bundes, eines Landes oder einer Anstalt oder Stiftung des öffentlichen Rechts sowie Wald im Miteigentum eines Landes, soweit er nach landesrechtlichen Vorschriften als Staatswald angesehen wird.
- Körperschaftswald: Wald im Alleineigentum der Gemeinden, Gemeindeverbände, Zweckverbände sowie sonstiger Körperschaften des öffentlichen Rechts. Ausgenommen ist der Wald von Religionsgemeinschaften und deren Einrichtungen sowie von Realverbänden, Hauberggenossenschaften, Markgenossenschaften, Gehöferschaften und ähnlichen Gemeinschaften (Gemeinschaftsforsten), soweit er nicht nach landesrechtlichen Vorschriften als Körperschaftswald angesehen wird.
- Privatwald: Wald, der weder Staats- noch Körperschaftswald ist.

Nach den Erhebungen der Bundeswaldinventur sind 48 Prozent der deutschen Waldfläche Privatwald, 29 Prozent Staatswald der Länder, 20 Prozent Körperschaftswald und 3 Prozent Staatswald des Bundes (Bundeswald). Das Bundesland mit dem größten Privatwaldanteil ist Nordrhein-Westfalen mit 63 Prozent. Mit 46 Prozent weist Rheinland-Pfalz den höchsten Anteil an Körperschaftswäldern auf. Der Staatswald dominiert bei den Flächenländern mit 41 Prozent Flächenanteil in Mecklenburg-Vorpommern und im Saarland.
| Land                   | Privatwald | Körperschaftswald | Staatswald (Land) | Bundeswald |
| ---------------------- | ---------- | ----------------- | ----------------- | ---------- |
| Baden-Württemberg      | 35,5 %     | 40,5 %            | 23,5 %            | 0,4 %      |
| Bayern                 | 55,7 %     | 12,5 %            | 29,8 %            | 2,0 %      |
| Berlin                 | 0,6 %      | 2,8 %             | 96,7 %            | -          |
| Brandenburg            | 62,3 %     | 7,0 %             | 25,3 %            | 5,4 %      |
| Hamburg + Bremen       | 9,1 %      | 15,2 %            | 75,8 %            | –          |
| Hessen                 | 24,8 %     | 36,3 %            | 37,9 %            | 1,1 %      |
| Mecklenburg-Vorpommern | 42,5 %     | 10,7 %            | 40,6 %            | 6,2 %      |
| Niedersachsen          | 57,4 %     | 10,1 %            | 28,1 %            | 4,4 %      |
| Nordrhein-Westfalen    | 62,9 %     | 20,8 %            | 13,4 %            | 2,9 %      |
| Rheinland-Pfalz        | 27,6 %     | 45,9 %            | 24,9 %            | 1,6 %      |
| Saarland               | 29,0 %     | 29,2 %            | 41,1 %            | 0,7 %      |
| Sachsen                | 46,3 %     | 10,7 %            | 39,0 %            | 4,0 %      |
| Sachsen-Anhalt         | 54,5 %     | 8,0 %             | 29,5 %            | 8,0 %      |
| Schleswig-Holstein     | 50,4 %     | 14,9 %            | 31,6 %            | 3,1 %      |
| Thüringen              | 45,0 %     | 15,5 %            | 37,0 %            | 2,5 %      |
| Deutschland gesamt     | 48,1 %     | 20,0 %            | 28,9 %            | 3,0 %      |

In Deutschland gibt es 16 staatliche Forstbetriebe: 15 Forstbetriebe der Länder (außer Bremen) und den Geschäftsbereich Bundesforst der Bundesanstalt für Immobilienaufgaben. Der größte Waldeigentümer in Deutschland ist der Freistaat Bayern mit rund 778.000 Hektar, die im Wesentlichen von den Bayerischen Staatsforsten (BaySF) bewirtschaftet werden. Der Bund hat 366.000 Hektar durch den Geschäftsbereich Bundesforst bewirtschafteten Wald.
Die Anzahl der Körperschaftswälder in Deutschland wird auf 60.000 geschätzt, bei einer durchschnittlichen Betriebsgröße von 38 Hektar. Die Klosterkammer Hannover besitzt mit 24.400 Hektar den größten deutschen Körperschaftswald. Die Stadt Brilon ist größte kommunale Waldeigentümerin: Ihr gehören 7.750 Hektar Wald. Die Stadt Berlin nimmt ebenfalls für sich in Anspruch, größte kommunale Waldbesitzerin Deutschlands zu sein, da von ihren insgesamt 28.500 Hektar Stadtwald ca. 12.200 Hektar im Bundesland Brandenburg liegen und dort als Kommunalwald (und nicht als Staatswald) geführt werden.
Der Privatwald in Deutschland verteilt sich auf knapp 2 Millionen Eigentümer. Die Durchschnittsgröße der deutschen Privatwälder liegt bei 3 Hektar. Während sich in der Eigentumsgrößenklasse über 1.000 Hektar nur 13 Prozent der Privatwaldfläche befinden, entfallen 50 Prozent der Fläche und 98 Prozent der Eigentümer auf den Kleinprivatwald bis 20 Hektar Größe. Die DBU Naturerbe GmbH ist mit rund 53.000 Hektar Waldfläche bei rund 69.000 Hektar Gesamtfläche (inklusive Offenlandflächen) die größte Privatwaldeigentümerin in Deutschland. Die Kirchen in Deutschland bewirtschaften rund 150.000 Hektar Wald verteilt auf über 6.500 Rechtsträger (Pfarreien, Klöster, Stiftungen, Bistümer). Auch wenn die Kirchen zum großen Teil Körperschaften des öffentlichen Rechts sind, zählt der Kirchenwald zum Privatwald. Als weitere große Privatwaldeigentümer nennt die Umschau Thurn und Taxis (20.000 Hektar), Christian Erbprinz zu Fürstenberg (18.000 Hektar) und die Familie von Hatzfeld-Wildenburg (15.000 Hektar).

## Baumarten

### Hauptbaumarten
Bei der Vierten Bundeswaldinventur (2022) wurden in den deutschen Wäldern 51 Baumarten bzw. Baumartengruppen erhoben. Den größten Flächenanteil am Holzboden nehmen die Kiefern mit 21,8 Prozent ein, gefolgt von den Fichten mit 20,9 Prozent, den Buchen mit 16,6 Prozent und den Eichen mit 11,5 Prozent. Häufige Baumarten in deutschen Wäldern sind auch die Hänge-Birke (Betula pendula), der Berg-Ahorn (Acer pseudoplatanus), die Schwarz-Erle (Alnus glutinosa), die Gemeine Esche (Fraxinus excelsior), die Europäische Lärche (Larix decidua), die Gewöhnliche Douglasie (Pseudotsuga menziesii) und die Weiß-Tanne (Abies alba).
| Baumartengruppe       | Fläche a     | Anteil an der Waldfläche a | Flächenveränderung 2002–2012 b |
| --------------------- | ------------ | -------------------------- | ------------------------------ |
| Buche                 | 1.819.006 ha | 16,6 %                     | + 130.049 ha                   |
| Eiche                 | 1.265.470 ha | 11,5 %                     | + 119.488 ha                   |
| Birke                 | 521.034 ha   | 4,7 %                      | − 20.781 ha                    |
| Ahorn                 | 329.208 ha   | 3,0 %                      | + 70.655 ha                    |
| Erle                  | 280.170 ha   | 2,6 %                      | + 14.767 ha                    |
| Esche                 | 201.484 ha   | 1,8 %                      | − 56.320 ha                    |
| Sonstige Laubbäume    | 701.704 ha   | 6,4 %                      | + 55.272 ha                    |
| Laubbäume gesamt      | 5.118.615 ha | 46,7 %                     | + 313.129 ha                   |
| Kiefer                | 2.396.433 ha | 21,8 %                     | − 40.666 ha                    |
| Fichte                | 2.296.866 ha | 20,9 %                     | − 460.682 ha                   |
| Lärche                | 314.251 ha   | 2,9 %                      | + 9.059 ha                     |
| Douglasie             | 260.653 ha   | 2,4 %                      | + 46.887 ha                    |
| Tanne                 | 211.325 ha   | 1,9 %                      | + 28.152 ha                    |
| Nadelbäume gesamt     | 5.479.528 ha | 49,9 %                     | − 417.249 ha                   |
| Unbestockt und Blößen | 372.917 ha   | 3,4 %                      | + 56.126 ha                    |

### Seltene Baumarten

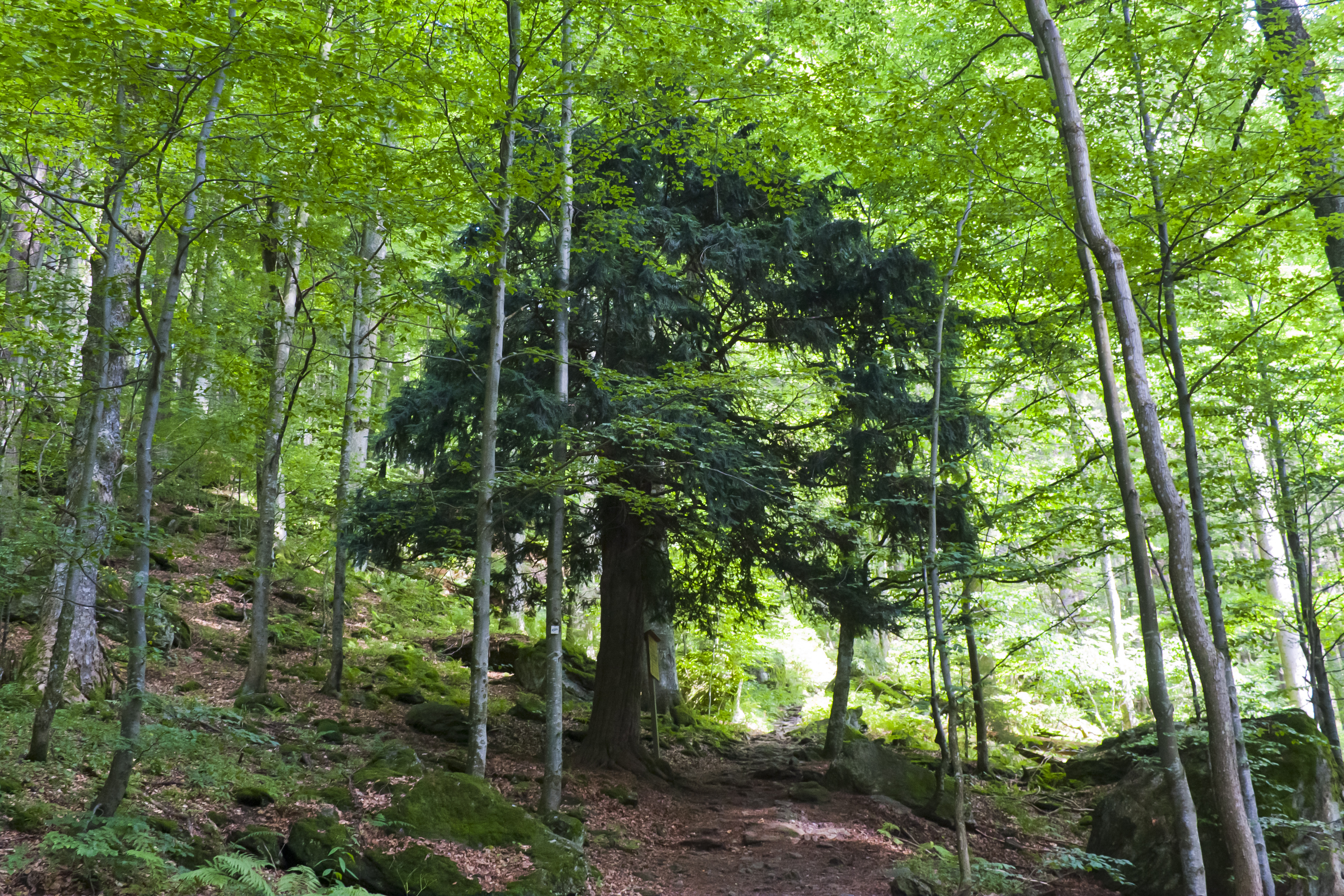
Europäische Eibe in einem Buchenwald im Nationalpark Bayerischer Wald

Im Auftrag der Bundesanstalt für Landwirtschaft und Ernährung (BLE) wurden im Rahmen des Projekts Erfassung und Dokumentation genetischer Ressourcen seltener Baumarten in Deutschland in den Jahren von 2010 bis 2013 die Vorkommen von zehn seltenen heimischen Baumarten in Deutschland ermittelt. Es wurden dabei folgende Individuenzahlen erfasst:
- Flaumeiche (Quercus pubescens): 15.000 Individuen in nur 26 Vorkommen. Der Verbreitungsschwerpunkt der Flaumeiche in Deutschland liegt im Kaiserstuhl mit ca. 11.000 Exemplaren.
- Elsbeere (Sorbus torminalis): 80.000 Individuen, vor allem in Südwest- und Mitteldeutschland. Rund die Hälfte der deutschen Elsbeeren wachsen in Franken.
- Speierling (Sorbus domestica): 2.500 Exemplare in natürlicherweise vorhandenen Beständen (ohne gepflanzte „Feldspeierlinge“), vor allem in den klimatisch begünstigten Gebieten Deutschlands. Die Hälfte aller deutschen Speierlinge findet man in Baden-Württemberg und in Bayern.
- Holzapfel (Malus sylvestris): 5.500 Individuen in ca. 250 Wild-Vorkommen.
- Wildbirne (Pyrus pyraster): 14.000 Exemplare.
- Europäische Eibe (Taxus baccata): 60.000 Individuen. Die Verbreitungsschwerpunkte der Eibe liegen in Thüringen (33.000 Exemplare) und in Bayern (15.000 Exemplare).
- Feldahorn (Acer campestre): Rund 600.000 Bäume, vor allem in Bayern (400.000 Exemplare), Mecklenburg-Vorpommern (80.000 Exemplare) und Thüringen (70.000 Exemplare).
- Grün-Erle (Alnus viridis): 110.000 Strauchindividuen im Allgäu, im Werdenfelser Land und in den Berchtesgadener Alpen, vor allem in Höhenlagen zwischen 1500 m ü. NN und 2000 m ü. NN. Daneben bestehen im Schwarzwald 22 nacheiszeitliche Reliktvorkommen mit insgesamt 1.000 Exemplaren.
- Grau-Erle (Alnus incana): 2,1 Millionen Exemplare, vorwiegend fließgewässerbegleitend in montanen bis hochmontanen Lagen (500 m ü. NN bis 1400 m ü. NN) des Alpenvorlands und der Alpen.
- Gewöhnliche Traubenkirsche (Prunus padus): 3,9 Millionen Individuen, vor allem in Auwäldern. Verbreitungsschwerpunkte sind Niedersachsen (1,3 Millionen Exemplare) und Sachsen-Anhalt (900.000 Exemplare).
- Europäische Stechpalme (Ilex aquifolium): Verbreitung besonders im Bereich des Mittelgebirgsgürtels westlich des Rheins, im Schwarzwald, im nördlichen Tiefland und im Alpenvorland in Höhenlagen bis maximal etwa 1.800 m.

### Fremdländische Baumarten

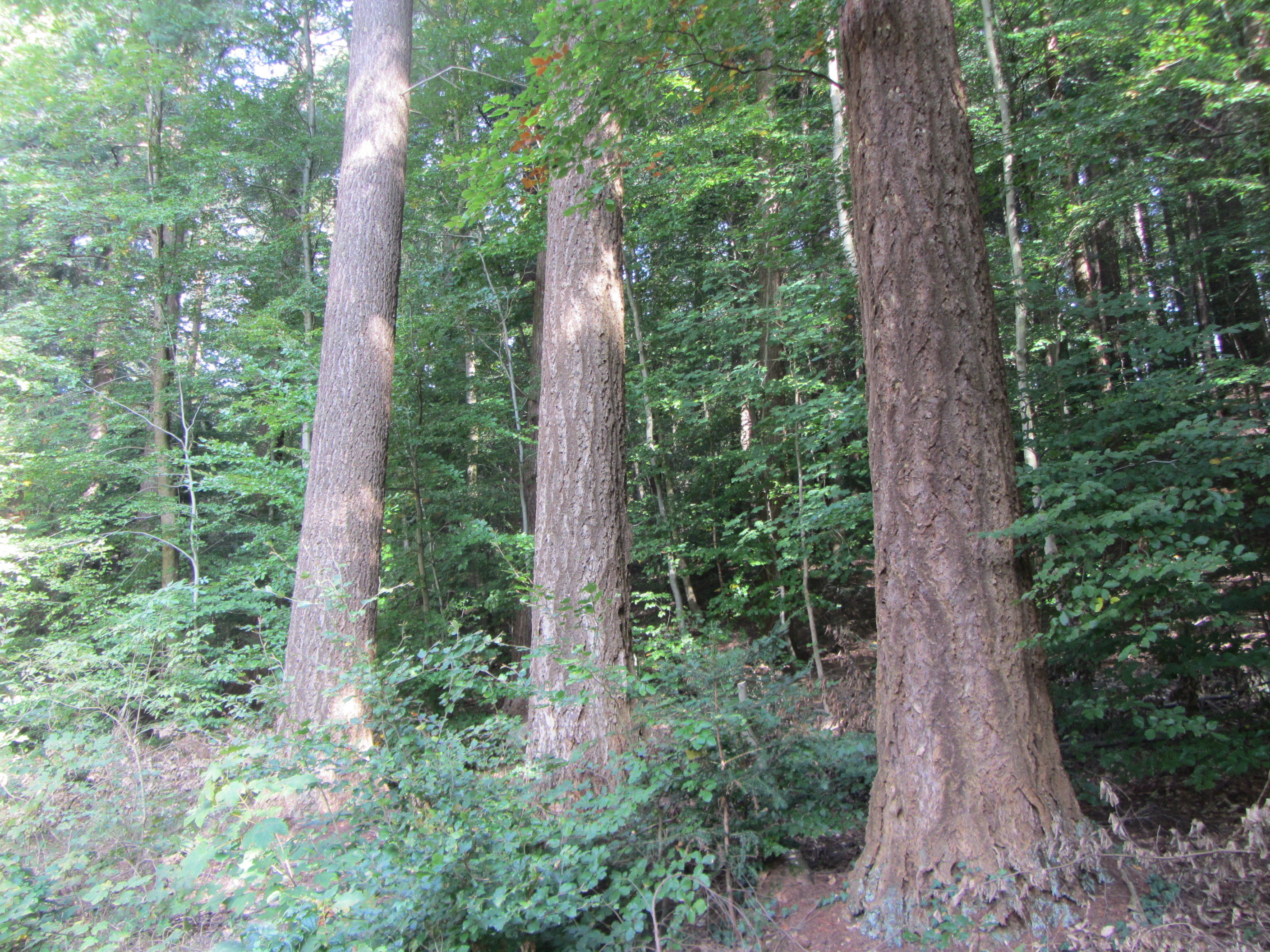
Douglasiengruppe im Forstlichen Versuchsgarten Grafrath (Lkr. Fürstenfeldbruck)

Fremdländische Baumarten, auch als Fremdländer, Gebietsfremde Baumarten oder Gastbaumarten bezeichnet, sind Baumarten, die in Deutschland seit dem Ende der letzten Kaltzeit nicht (mehr) natürlich vorkamen. Die Fremdländer stammen aus anderen Ländern und Kontinenten und wurden von Forstleuten, Gärtnern und Botanikern nach Deutschland importiert, z. B. zur Ertragssteigerung der Wälder, als botanische Exoten oder wegen besonderer Eigenschaften. Die fremdländischen Baumarten, zum Beispiel Gewöhnliche Douglasie (Pseudotsuga menziesii), Japanische Lärche (Larix kaempferi), Roteiche (Quercus rubra), Gewöhnliche Robinie (Robinia pseudoacacia), Sitka-Fichte (Picea sitchensis), Schwarzkiefer (Pinus nigra), Weymouth-Kiefer (Pinus strobus) und Küsten-Tanne (Abies grandis), nehmen nach den Ergebnissen der Vierten Bundeswaldinventur (2022) einen Anteil von knapp 5 Prozent an der deutschen Waldfläche ein. Am weitesten verbreitet in der Hauptbestockung der deutschen Wälder ist die Douglasie mit rund 261.000 Hektar.
Die fremdländischen Baumarten spielen beim Waldaufbau in Deutschland bisher nur eine untergeordnete Rolle. Dies könnte sich jedoch aufgrund der zunehmenden Erwärmung ändern, da etliche Fremdländer besser mit Klimaextremen klarkommen. Derzeit wird dieses Thema zwischen Forstwissenschaftlern und Naturschützern kontrovers diskutiert. Einig ist man sich darüber, dass invasive Arten, die einen negativen Einfluss auf das heimische Artenspektrum und damit auf die biologische Vielfalt haben (wie etwa die Spätblühende Traubenkirsche), nicht verwendet werden sollten. Allerdings ist bei einigen Arten (z. B. Robinie, Weymouthkiefer, Douglasie, Roteiche) umstritten, ob sie invasiv sind oder nicht. Forstwissenschaftler empfehlen vor allem Douglasie, Küstentanne, Japanlärche und Roteiche als klimaharte und nicht invasive Arten, wohingegen zumindest die Roteiche in einigen Ländern als invasiv gelistet ist, und auch in Deutschland invasive Tendenzen zeigt, etwa im Nationalpark Sächsische Schweiz.

### Waldumbau und Baumartenwechsel

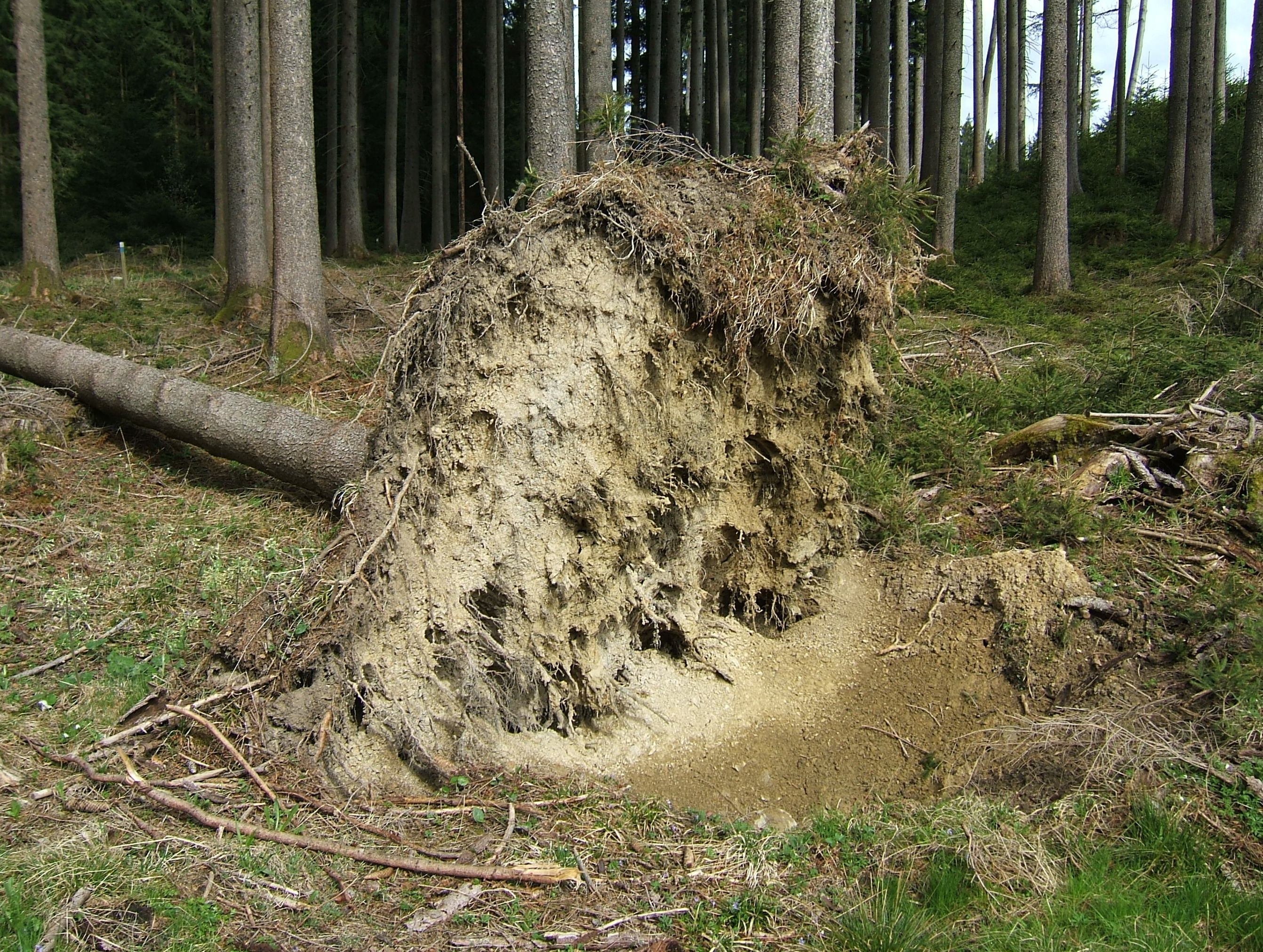
Windwurf in einem Fichtenreinbestand

Der deutsche Wald wäre von Natur aus stark von Laubbäumen, insbesondere der Rotbuche (Fagus sylvatica), geprägt. Die heutige Baumartenzusammensetzung mit hohen Nadelbaumanteilen spiegelt die Waldnutzung der vergangenen Jahrhunderte wider. Vom Mittelalter bis ins frühe 19. Jahrhundert wurden viele Wälder in Deutschland übernutzt oder kahlgeschlagen. Um eine drohende Holznot abzuwenden, wurden diese devastierten Wälder und Kahlflächen im Rahmen einer nachhaltigen Forstwirtschaft auf den besseren Böden mit guter Wasserversorgung vielfach mit der Gemeinen Fichte (Picea abies) und auf den nährstoffärmeren und trockeneren Standorten mit der Waldkiefer (Pinus sylvestris) wiederaufgeforstet. Diese beiden robusten Baumarten kommen mit den schwierigen ökologischen Bedingungen auf Kahlschlagflächen besser zurecht als frostempfindliche Baumarten wie Rotbuche und Weiß-Tanne (Abies alba) und liefern zudem hohe Holzerträge. Auch während und nach den beiden Weltkriegen entstanden durch die Kriegszerstörungen, die Reparationshiebe und den Holzbedarf für den Wiederaufbau große Kahlflächen, auf denen häufig wieder Reinbestände aus Fichte und Kiefer begründet wurden. Die damaligen Waldbesitzer und Forstleute haben mit dem Wiederaufbau der Wälder – angesichts der großen Flächen und nur begrenzt zur Verfügung stehender Mittel – eine große Kulturleistung erbracht.
 Es zeigte sich aber bald, dass großflächige und gleichaltrige Nadelbaumreinbestände (siehe auch Monokultur) auch größere Probleme bereiten, wie zum Beispiel Massenvermehrungen von Borkenkäfern und anderen Insekten, Bodenversauerung und eine erhöhte Gefahr von Waldbränden und Windwürfen. Seit der Waldsterben-Debatte in den 1980er Jahren und spätestens seit den großen Windwurfschäden durch die Orkane Vivian und Wiebke im Jahr 1990 bauen deswegen die Forstleute und viele Waldbesitzer die Nadelbaumreinbestände vorsorglich Zug um Zug in artenreiche und stabile Mischwälder um. Dieser vorbeugende Waldumbau gilt auch angesichts des Klimawandels als sinnvoll, da die ursprünglich vor allem an die Klimaverhältnisse der Gebirge und der borealen Zone angepassten Baumarten Fichte und Waldkiefer mit den voraussichtlich höheren Temperaturen und längeren Trockenperioden noch schadanfälliger werden.
In den Ergebnissen der Bundeswaldinventuren spiegeln sich die Fortschritte des Waldumbaus der letzten Jahrzehnte wider:
- Im Zeitraum zwischen der Ersten Bundeswaldinventur (BWI I) 1987 und der Zweiten Bundeswaldinventur (BWI II) 2002 nahm in den alten Bundesländern die Fläche der Fichte um 219.000 Hektar ab, die Fläche der Buche dagegen um 151.000 Hektar zu.[42] Für diese Entwicklung spielten neben dem planmäßigen Waldumbau auch größere Kalamitätsflächen durch Windwürfe (Orkane Vivian, Wiebke und Lothar) und Borkenkäferbefall eine wichtige Rolle.
- Im Zeitraum zwischen der Zweiten Bundeswaldinventur (BWI II) 2002 und der Dritten Bundeswaldinventur 2012 verringerte sich die Fichtenfläche im gesamten Bundesgebiet um weitere 242.000 Hektar und auch die Kiefernfläche nahm um 85.000 Hektar ab. Dazu trugen unter anderem die Borkenkäferschäden nach dem Jahrhundertsommer 2003 und die Windwurfschäden durch den Orkan Kyrill 2007 bei. Die Buchenfläche weitete sich um 102.000 Hektar aus, die Fläche der anderen Laubbäume um 213.000 Hektar. Auch die für den Waldumbau wichtigen Nadelbaumarten Douglasie und Weiß-Tanne haben ihre Fläche geringfügig um 35.000 Hektar bzw. 19.000 Hektar vergrößert. Der Flächenanteil der Laubbäume insgesamt stieg zwischen 2002 und 2012 um 2,8 Prozentpunkte auf 44,5 Prozent an; der Nadelbaumanteil verringerte sich analog auf 55,5 Prozent.[43]
- Im Zeitraum zwischen der Dritten Bundeswaldinventur 2012 und der Vierten Bundeswaldinventur 2022 verringerte sich die Fichtenfläche im gesamten Bundesgebiet nochmals deutlich um weitere 461.000 Hektar und auch die Kiefernfläche nahm um weitere 41.000 Hektar ab. Dazu trugen vor allem die massiven Borkenkäfer- und Dürreschäden nach den Trockenjahren von 2018 bis 2021 bei. Die Buchenfläche weitete sich um 130.000 Hektar aus, die Fläche der Eiche um 119.000 Hektar und die der anderen Laubbäume (ohne Esche) um 120.000 Hektar. Nur die Eschenfläche nahm auf Grund der Pilzerkrankung Eschentriebsterben um 56.000 Hektar ab. Auch die für den Waldumbau wichtigen Nadelbaumarten Douglasie und Weiß-Tanne haben ihre Flächen um 47.000 Hektar bzw. 28.000 Hektar vergrößern können. Der Flächenanteil der Laubbäume insgesamt stieg zwischen 2012 und 2022 um weitere 7 Prozentpunkte.[44]

## Holzvorrat, Zuwachs und Nutzung

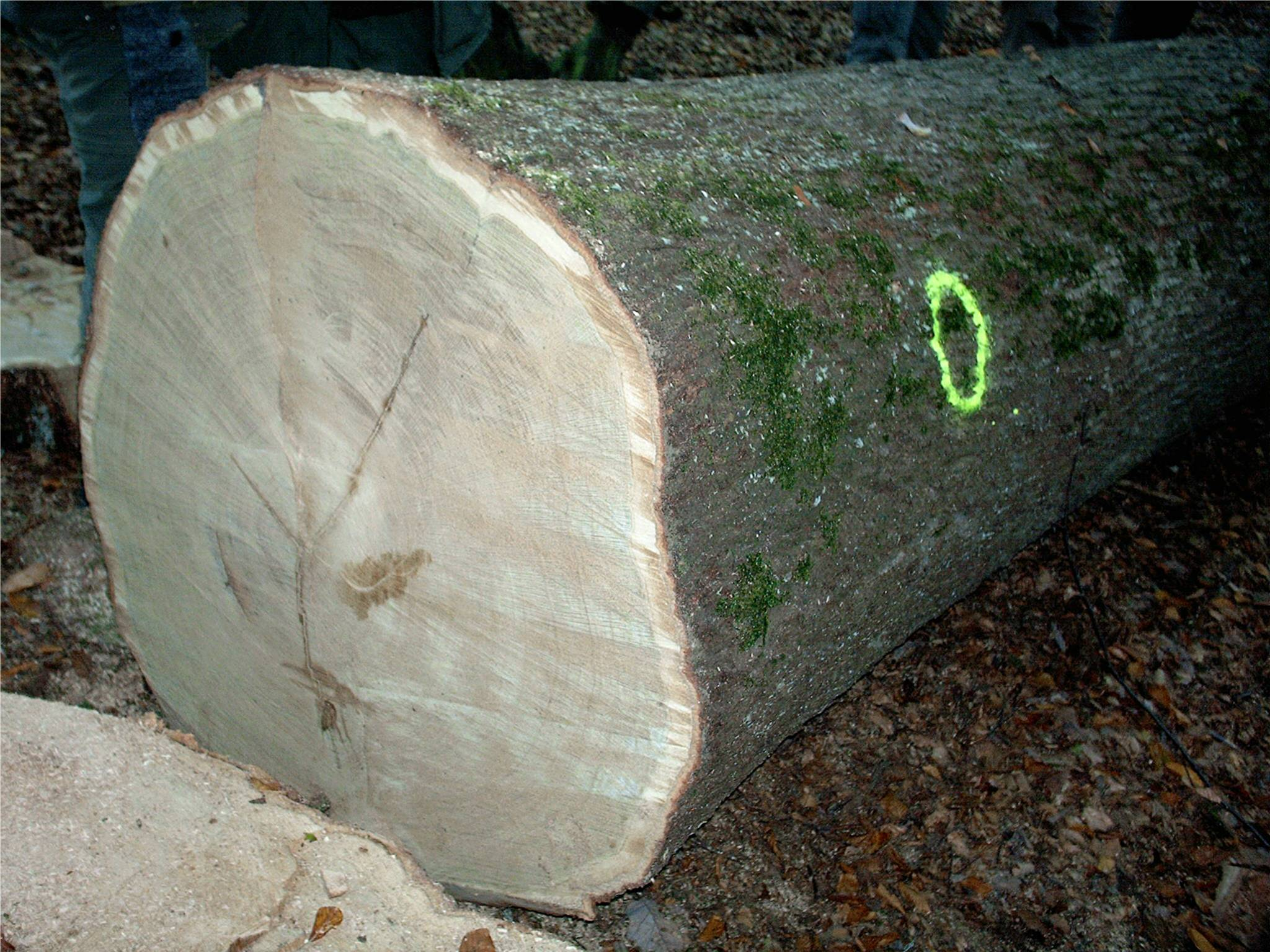
Eichenfurnierstamm aus dem Spessart

In den deutschen Wäldern wachsen nach der Dritten Bundeswaldinventur (2012) rund 90 Milliarden junge und alte Bäume, davon 7,6 Milliarden Bäume mit einem Brusthöhendurchmesser ab sieben Zentimeter. Sie weisen einen Holzvorrat von insgesamt 3,663 Milliarden Vorratsfestmetern mit Rinde (VFm) bzw. von durchschnittlich 336 VFm je Hektar auf. Der Vorrat ist damit im Zeitraum von 2002 bis 2012 insgesamt um 227 Millionen VFm bzw. um durchschnittlich 19 VFm je Hektar gestiegen. Insbesondere der Vorrat der Laubbäume legte um 176 Millionen VFm auf nun 1,421 Milliarden VFm zu. Auch die Nadelbaumbestände wurden in den letzten zehn Jahren insgesamt vorratsreicher. Einzig bei der Fichte nahm der Vorrat seit 2002 um rund 49 Millionen VFm ab, das heißt, es wurde mehr Fichtenholz genutzt als nachgewachsen ist. Dies ist im Rahmen des Waldumbaus von Nadelbaumreinbeständen hin zu artenreichen Mischwäldern aber durchaus gewollt. Nach den Ergebnissen der Kohlenstoffinventur 2017 ist der Holzvorrat in Deutschland weiter angewachsen auf nunmehr rund 3,9 Milliarden Vorratsfestmeter mit Rinde (VFm) und durchschnittlich 358 VFm je Hektar.
Im Zeitraum zwischen 2002 und 2012 sind in den deutschen Wäldern jährlich durchschnittlich 121,6 Millionen VFm an Holz zugewachsen. Diesem Zuwachs stand eine durchschnittliche jährliche Nutzung von nur 95,9 Millionen VFm gegenüber, was zu oben genannten Vorratsaufbau und zur Anreicherung des Totholzvorrats führte. Der durchschnittliche jährliche Zuwachs betrug 10,9 VFm je Hektar. Die höchsten Zuwachswerte wiesen die Douglasienbestände mit 18,9 VFm je Hektar und Jahr auf, gefolgt von den Tannenbeständen mit 16,3 VFm je Hektar und Jahr und den Fichtenbeständen mit 15,3 VFm je Hektar und Jahr. Bei den Laubbäumen erreichten die Buchenbestände mit 10,3 VFm je Hektar und Jahr die höchsten Zuwachswerte.
In den deutschen Wäldern wurden zwischen 2002 und 2012 im Durchschnitt jährlich 95,9 Millionen VFm Holz genutzt. Mehr als die Hälfte der Nutzung entfiel mit 49,3 Millionen VFm je Jahr auf die Fichte. Mit großem Abstand folgte der Holzeinschlag von Kiefer mit 17,7 Millionen VFm je Jahr und von Buche mit 13,0 Millionen VFm je Jahr. Die Holznutzung wurde zu 49 Prozent im Privatwald, zu 20 Prozent im Körperschaftswald, zu 29 Prozent im Staatswald der Länder und zu 2 Prozent im Bundeswald getätigt. Der durchschnittliche jährliche Holzeinschlag von 95,9 Millionen Vorratsfestmetern mit Rinde (VFm) entspricht 75,7 Millionen Erntefestmetern ohne Rinde (EFm). Das Holzmaß Erntefestmeter ist im Holzhandel üblich und stellt die verwertbare Holzmenge ohne Rinde und Ernteverluste dar.
Der Anteil der Land- und Forstwirtschaft sowie der Fischerei an der Bruttowertschöpfung in Deutschland betrug im Jahr 2018 0,7 Prozent. Im Cluster Forst und Holz, zu dem neben der Forstwirtschaft, das holzbe- und verarbeitende Gewerbe, das Holzbau-, Papier-, Verlags- sowie Druckgewerbe und der Holzhandel gerechnet werden, waren in Deutschland im Jahr 2018 bei einem Umsatz von 187 Milliarden Euro rund 1,04 Millionen Menschen beschäftigt.

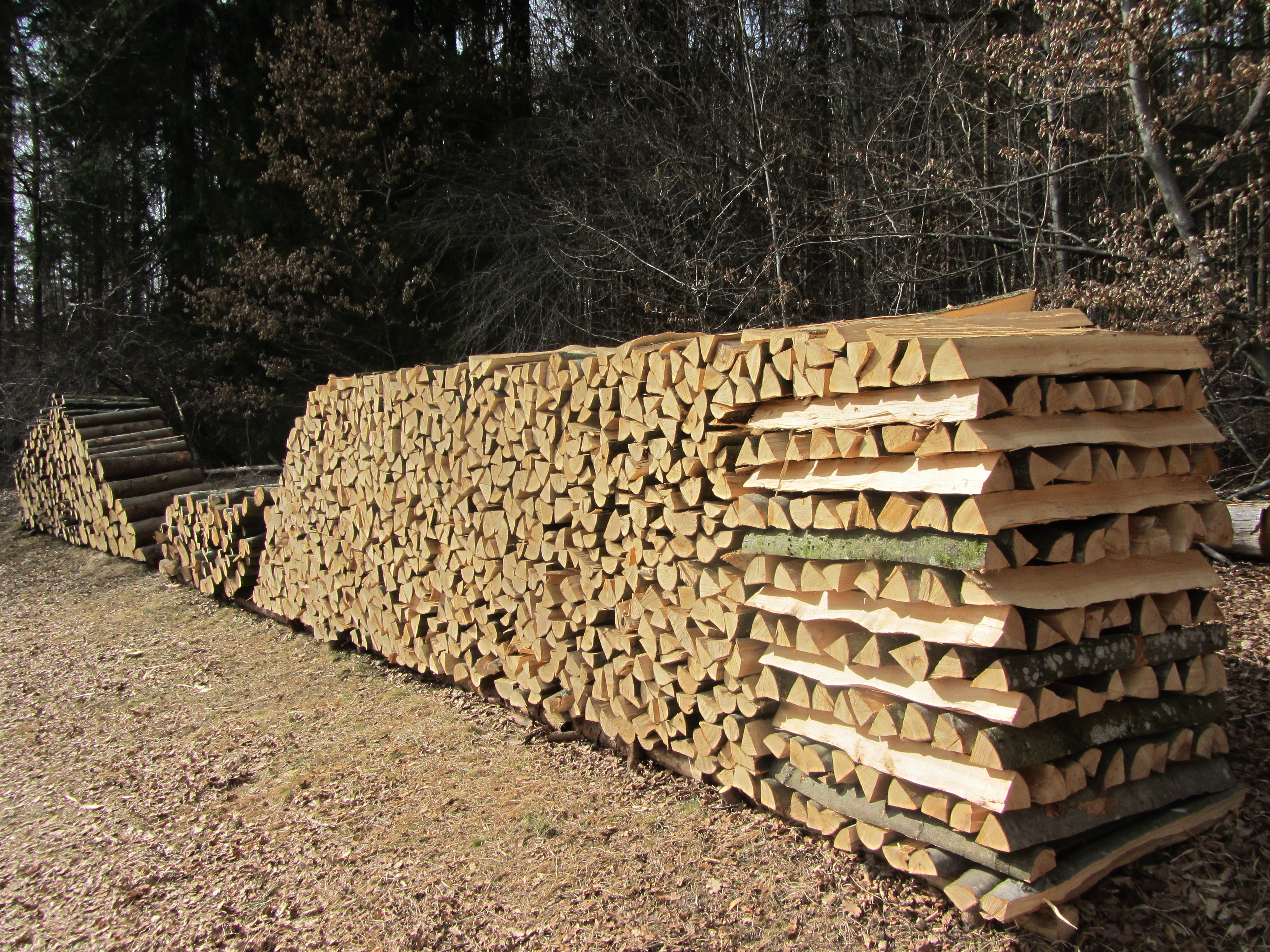
Brennholzstapel im Kleinprivatwald

| Baumartengruppe   | Holzvorrat 2012 d | Vorratsveränderung 2002–2012 d | Durchschnittlicher jährlicher Zuwachs (2002–2012) e | Durchschnittliche jährliche Nutzung (2002–2012) e | Durchschnittlicher jährlicher Zuwachs je Hektar (2002–2012) f |
| ----------------- | ----------------- | ------------------------------ | --------------------------------------------------- | ------------------------------------------------- | ------------------------------------------------------------- |
| Buchen            | 635 Mio. VFm      | +57,8 Mio. VFm                 | 18,3 Mio. VFm/a                                     | 13,0 Mio. VFm/a                                   | 10,3 VFm/ha*a                                                 |
| Eichen            | 361 Mio. VFm      | +50,1 Mio. VFm                 | 9,4 Mio. VFm/a                                      | 4,3 Mio. VFm/a                                    | 8,3 VFm/ha*a                                                  |
| ALN g             | 220 Mio. VFm      | +27,3 Mio. VFm                 | 7,3 Mio. VFm/a                                      | 3,5 Mio. VFm/a                                    | 6,4 VFm/ha*a                                                  |
| ALH h             | 204 Mio. VFm      | +40,6 Mio. VFm                 | 6,6 Mio. VFm/a                                      | 2,5 Mio. VFm/a                                    | 8,9 VFm/ha*a                                                  |
| Laubbäume gesamt  | 1.421 Mio. VFm    | +175,7 Mio. VFm                | 41,5 Mio. VFm/a                                     | 23,3 Mio. VFm/a                                   | 8,7 VFm/ha*a                                                  |
| Fichten           | 1.206 Mio. VFm    | −48,6 Mio. VFm                 | 45,7 Mio. VFm/a                                     | 49,3 Mio. VFm/a                                   | 15,3 VFm/ha*a                                                 |
| Kiefern           | 768 Mio. VFm      | +55,0 Mio. VFm                 | 24,2 Mio. VFm/a                                     | 17,7 Mio. VFm/a                                   | 9,5 VFm/ha*a                                                  |
| Lärchen           | 102 Mio. VFm      | +11,6 Mio. VFm                 | 3,4 Mio. VFm/a                                      | 2,2 Mio. VFm/a                                    | 10,7 VFm/ha*a                                                 |
| Douglasien        | 73 Mio. VFm       | +23,7 Mio. VFm                 | 3,9 Mio. VFm/a                                      | 1,5 Mio. VFm/a                                    | 18,9 VFm/ha*a                                                 |
| Tannen            | 93 Mio. VFm       | +10,0 Mio. VFm                 | 3,0 Mio. VFm/a                                      | 1,9 Mio. VFm/a                                    | 16,3 VFm/ha*a                                                 |
| Nadelbäume gesamt | 2.242 Mio. VFm    | +51,7 Mio. VFm                 | 80,1 Mio. VFm/a                                     | 72,6 Mio. VFm/a                                   | 12,8 VFm/ha*a                                                 |
| Alle Baumarten    | 3.663 Mio. VFm    | +227,4 Mio. VFm                | 121,6 Mio. VFm/a                                    | 95,9 Mio. VFm/a                                   | 10,9 VFm/ha*a                                                 |

Das Bundesministerium für Ernährung und Landwirtschaft (BMEL) veröffentlicht jährlich einen Holzmarktbericht, der im Wesentlichen auf Zusammenstellungen des Statistischen Bundesamtes basiert. Die im Bericht genannten Holzeinschlagsmengen liegen regelmäßig unter den von der Bundeswaldinventur (BWI) ermittelten durchschnittlichen Nutzungsmengen. Dies liegt unter anderem daran, dass die im Kleinprivatwald selbst genutzten Holzmengen (insbesondere Energieholz für den Eigenverbrauch) nur ungenügend statistisch erfasst werden können. Laut Holzmarktbericht betrug der Holzeinschlag in Deutschland im Jahr 2020 insgesamt 80,42 Millionen Erntefestmeter ohne Rinde. Davon entfielen 62,17 Millionen Erntefestmeter auf die Holzartengruppe Fichte, 8,04 Millionen Erntefestmeter auf die Holzartengruppe Kiefer, 8,85 Millionen Erntefestmeter auf die Holzartengruppe Buche und 1,36 Millionen Erntefestmeter auf die Holzartengruppe Eiche. 45,9 Prozent des bundesweiten Holzeinschlags wurden 2020 im Privatwald getätigt, 20,4 Prozent im Körperschaftswald und 33,7 Prozent im Staatswald. Das Statistische Bundesamt veröffentlicht fortlaufend in Holzeinschlagstatistiken detaillierte Daten zur Holzernte nach Jahren. Nachfolgend ein Überblick zum Gesamtholzeinschlag für Deutschland der vergangenen Jahre:
- 2014: 54,4 Mio. Erntefestmeter[52]
- 2015: 55,6 Mio. Erntefestmeter[53]
- 2016: 52,2 Mio. Erntefestmeter[54]
- 2017: 53,5 Mio. Erntefestmeter[55]
- 2018: 64,6 Mio. Erntefestmeter[56]
- 2019: 68,2 Mio. Erntefestmeter[57]
- 2020: 80,4 Mio. Erntefestmeter[58]

## Waldschutz
Unter Waldschutz werden Maßnahmen zum Schutz der Wälder vor biotischen und abiotischen Schäden verstanden.

### Wald-Wild-Konflikt

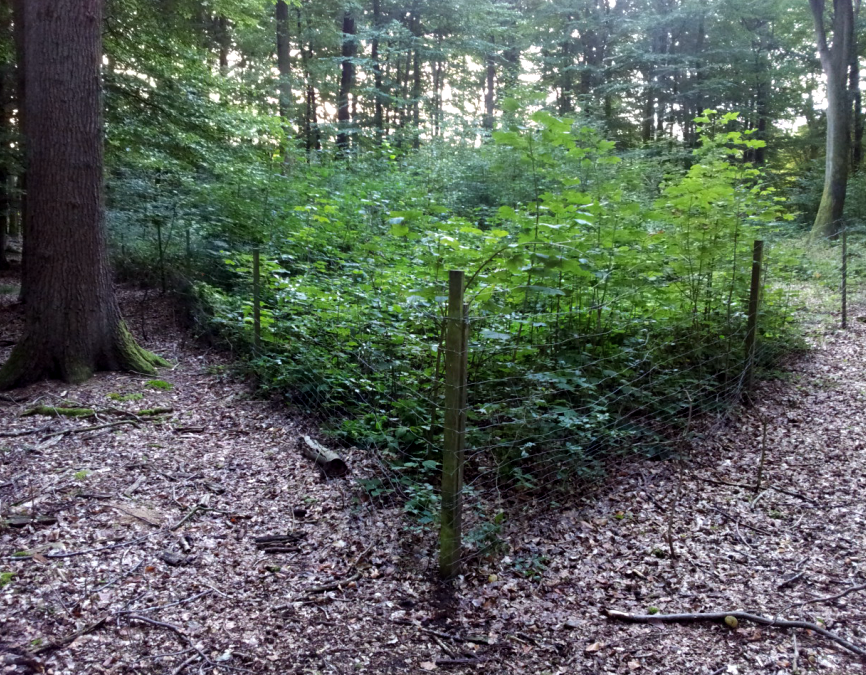
Weiserfläche zur Beurteilung des Wildeinflusses auf die Naturverjüngung – man beachte das Fehlen jeglicher Vegetation außerhalb des Zaunes

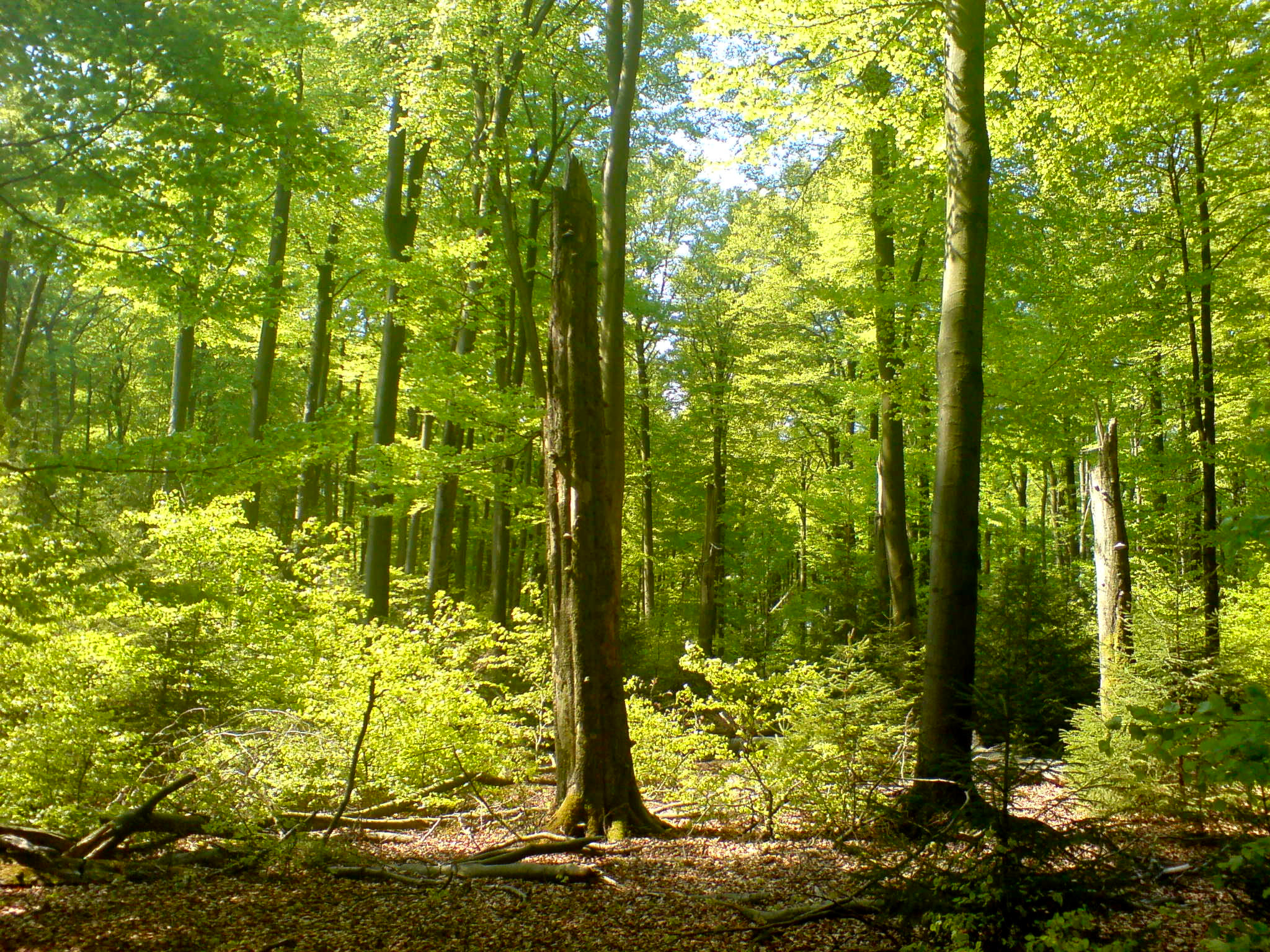
Naturverjüngung ohne Zäunung

Zu hohe Wilddichten von Pflanzenfressern, insbesondere von Schalenwild, können durch Verbiss eine aus ökologischen und wirtschaftlichen Gesichtspunkten angestrebte natürliche Verjüngung des Waldes erschweren oder verhindern. Durch die Bevorzugung bestimmter Baumarten kann selektiver Verbiss Mischbaumarten aus dem Bestand verdrängen und so die Baumartendiversität verringern. Auch gepflanzte Forstkulturen, die nicht durch Einzelbaumschutz oder Zäunung gesichert werden, sind betroffen. Schälschäden können ältere Waldbestände, die dem Verbiss bereits entwachsen sind, über Jahrzehnte hinweg gefährden sowie im Schadensfall destabilisieren und ökonomisch entwerten.
Dieser sogenannte Wald-Wild-Konflikt – zur Verdeutlichung des Zielkonflikts und der Akteure auch als Forst-Jagd- bzw. Waldbesitzer-Jäger-Konflikt bezeichnet – wird von Forstleuten, Naturschutzverbänden und Waldbesitzern im Hinblick auf einen angestrebten Waldumbau hin zu klimastabilen Mischwäldern als bedeutendes Problem betrachtet. Strittig ist dabei immer wieder die Vorrangstellung des Waldes. Gesetzlich und juristisch ist dies allerdings geklärt. Die letzte Neufassung des Bundesjagdgesetzes legte 1976 fest, dass „die Belange einer ordnungsgemäßen land-, forst- und fischereiwirtschaftlichen Nutzung den Vorrang vor der zahlenmäßigen Hege der den Waldaufbau schädigenden Wildarten“ „genießen“. Der Bundesgerichtshof bestätigte das in einem Urteil aus 1984. Die Vorrangstellung des Waldes sei wegen seiner „überragenden Bedeutung … für das Klima, den Wasserhaushalt, die Sauerstoffproduktion, die Nährstoffspeicherung und die biologische Vielfalt“ zwingend geboten. Ein erster Entwurf zur Reform des Bundesjagdgesetzes aus dem Jahr 2021 sieht eine noch deutlichere Priorisierung des Waldes vor. Die Verjüngung des Waldes soll zukünftig „im Wesentlichen ohne Schutzmaßnahmen“ möglich sein. Nur dadurch lasse sich eine „dem Klimawandel angepasste Waldbewirtschaftung in der Fläche“ umsetzen. Der Bundesrat wollte sogar noch die Wörter „im Wesentlichen“ streichen.
Insbesondere seit dem zu Heiligabend 1971 ausgestrahlten Film Bemerkungen über den Rothirsch von Horst Stern ist der zuvor hauptsächlich in Fachkreisen thematisierte Wald-Wild-Konflikt in den Fokus von Öffentlichkeit sowie Politik gerückt und wurde zu einem der prominentesten Themen in der Auseinandersetzung um Wald, Forstwirtschaft und Jagd in Deutschland.  Im Jahr 1988 gründeten Jäger, die in der vom traditionellen Deutschen Jagdverband (DJV) vertretenen Haltung einen Unwillen zur ernsthaften Regulation der Wildbestände sahen, den Ökologischen Jagdverein Bayern e. V. und späteren Ökologischen Jagdverband (ÖJV), der durch konsequente und effektive Jagd die Wildschäden mindern und so flächendeckend „naturnahe Waldwirtschaft“ ermöglichen will.
Vor allem im Großprivatwald sowie in Staatsforstbetrieben, die als Eigenjagdbesitzer freie Hand bei der Jagdausübung haben, konnten bei der Reduktion des Schalenwildes und Minderung der Verbissschäden regional Erfolge erzielt werden, in weiten Teilen Deutschlands besteht die Problematik jedoch auch im 21. Jahrhundert weiterhin fort. Das zeigen die in vielen Bundesländern durchzuführenden Vegetationsgutachten, die die Basis der Abschussplanung bilden. Das deutsche Bundesamt für Naturschutz (BfN) fasst die wesentlichen Ergebnisse eines Gutachtens, das gemeinsam mit dem Deutschen Forstwirtschaftsrat (DFWR) und der Arbeitsgemeinschaft Naturgemäße Waldwirtschaft (ANW) beauftragt und von den forstwissenschaftlichen Lehrstühlen der Georg-August-Universität Göttingen und der Technischen Universität München erstellt wurde, in einer Pressemitteilung wie folgt zusammen:

„Überhöhte Schalenwildbestände führen in weiten Teilen der deutschen Wälder zu massiven Problemen; die eingetretenen Schäden sind nicht nur ökologisch bedenklich, sondern haben auch eine erhebliche ökonomische und damit finanzielle Dimension. Durch Wildverbiss werden die Anlage und der notwendige Umbau in naturnahe Mischwälder großflächig behindert.“

### Schädlingsbekämpfung
Zur Schädlingsbekämpfung in den Nutzwäldern werden Pestizide wie Cyhalothrin und Tebufenozid eingesetzt. Insgesamt werden aber in den deutschen Wäldern – im Vergleich zur Landwirtschaft – nur sehr wenige Flächen mit Pestiziden behandelt und vergleichsweise geringe Wirkstoffmengen eingesetzt.

## Totholz und Biotopbäume

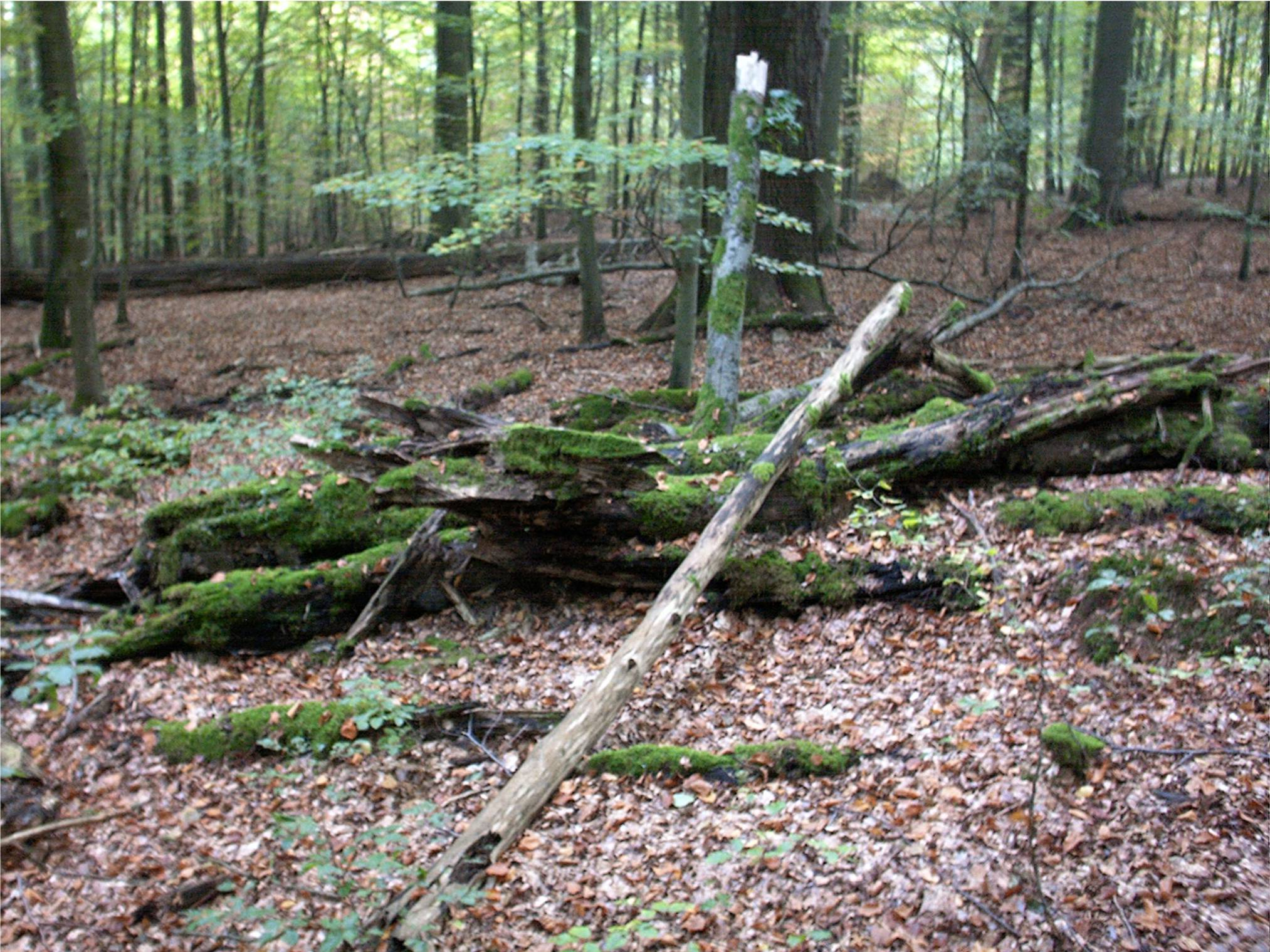
Liegendes Buchentotholz im Steigerwald

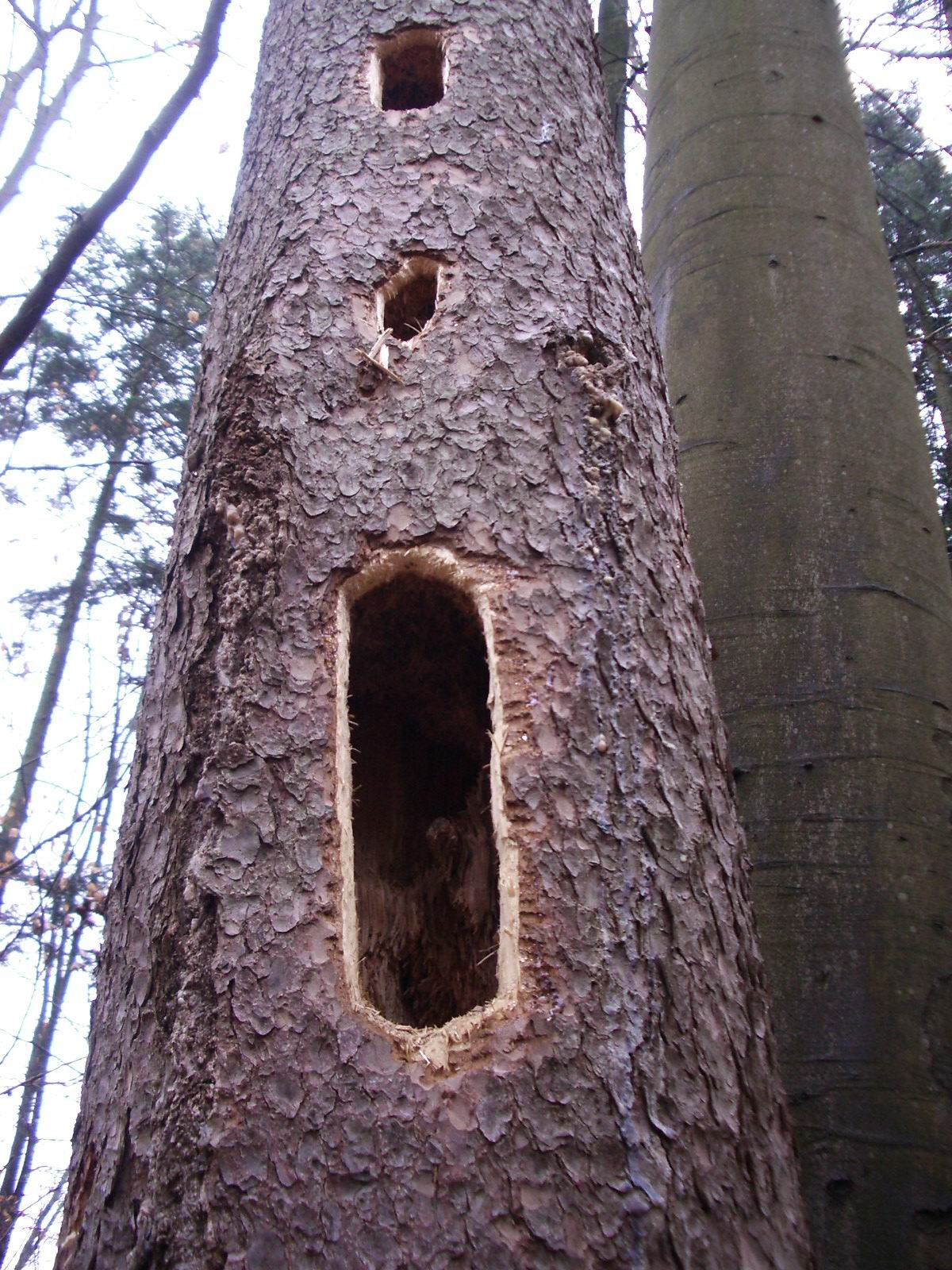
Fichte mit Spechthöhlen

Die Ausstattung mit Totholz und Biotopbäumen hat eine besondere Bedeutung für die Biodiversität der Wälder. Die besondere Naturnähe eines Waldes wird durch das Vorkommen von Urwaldrelikten angezeigt.
Das Totholz abgestorbener Bäume und Baumteile stellt insbesondere für Pilze und Insekten einen wichtigen Lebensraum dar. Bei der Dritten Bundeswaldinventur (2012) wurde in den deutschen Wäldern ein durchschnittlicher Totholzvorrat von 20,6 Vorratsfestmetern (VFm) je Hektar festgestellt. Dies entspricht ungefähr 6 Prozent des lebenden Holzvorrats von durchschnittlich 336 VFm je Hektar. Der Totholzvorrat hat um 2,1 VFm je Hektar seit der Zweiten Bundeswaldinventur von 2002 zugenommen. Da Totholz mit der Zeit verrottet, muss, damit ein Totholzvorrat von 20 VFm je Hektar dauerhaft erhalten bleibt, jährlich 1 VFm je Hektar neues Totholz dazukommen. Dies entspricht etwa einem Zehntel des laufenden Zuwachses der Wälder, auf dessen Nutzung zur Beibehaltung der Totholzmenge verzichtet werden muss. Besonders viel Totholz findet sich in Baden-Württemberg mit 28,8 VFm je Hektar, am wenigsten in Brandenburg und Berlin mit nur 11,0 VFm je Hektar. Das Totholz wird je nach Baumart, Totholztyp und Zersetzungsgrad von unterschiedlichen Arten besiedelt:
- 65 Prozent des Totholzes in deutschen Wäldern stammt von Nadelbäumen, 7 Prozent von Eichen und 28 Prozent von anderen Laubbäumen.
- Bei 23 Prozent handelt es sich um stehendes Totholz, bei 48 Prozent um liegendes Totholz und 29 Prozent des Totholzvorrates findet sich in Wurzelstöcken und Abfuhrresten.
- Das Totholz war zu 12 Prozent noch unzersetzt, bei 36 Prozent hat die Zersetzung begonnen, bei 34 Prozent war die Zersetzung schon fortgeschritten und 17 Prozent des Totholzes war bereits stark vermodert.

Zwischen 2012 und 2017 hat der Totholzvorrat in den deutschen Wäldern laut der Kohlenstoffinventur 2017 weiter leicht zugenommen auf nun 22,3 VFm je Hektar.
Zu den Biotopbäumen zählen unter anderem Bäume mit Specht- und Bruthöhlen, Horstbäume sowie Bäume mit Kronentotholz, Mulmhöhlen und sonstigen Habitatmerkmalen. Die Dritte Bundeswaldinventur (2012) hat im Mittel 9 Biotopbäume je Hektar festgestellt. Das sind im gesamten deutschen Wald hochgerechnet 93 Millionen Biotopbäume, bei denen die Laubbäume mit einem Anteil von 60 Prozent überproportional vertreten sind.
siehe auch: Baum-Mikrohabitat

## Schutzgebiete im Wald

### Naturschutzgebiete

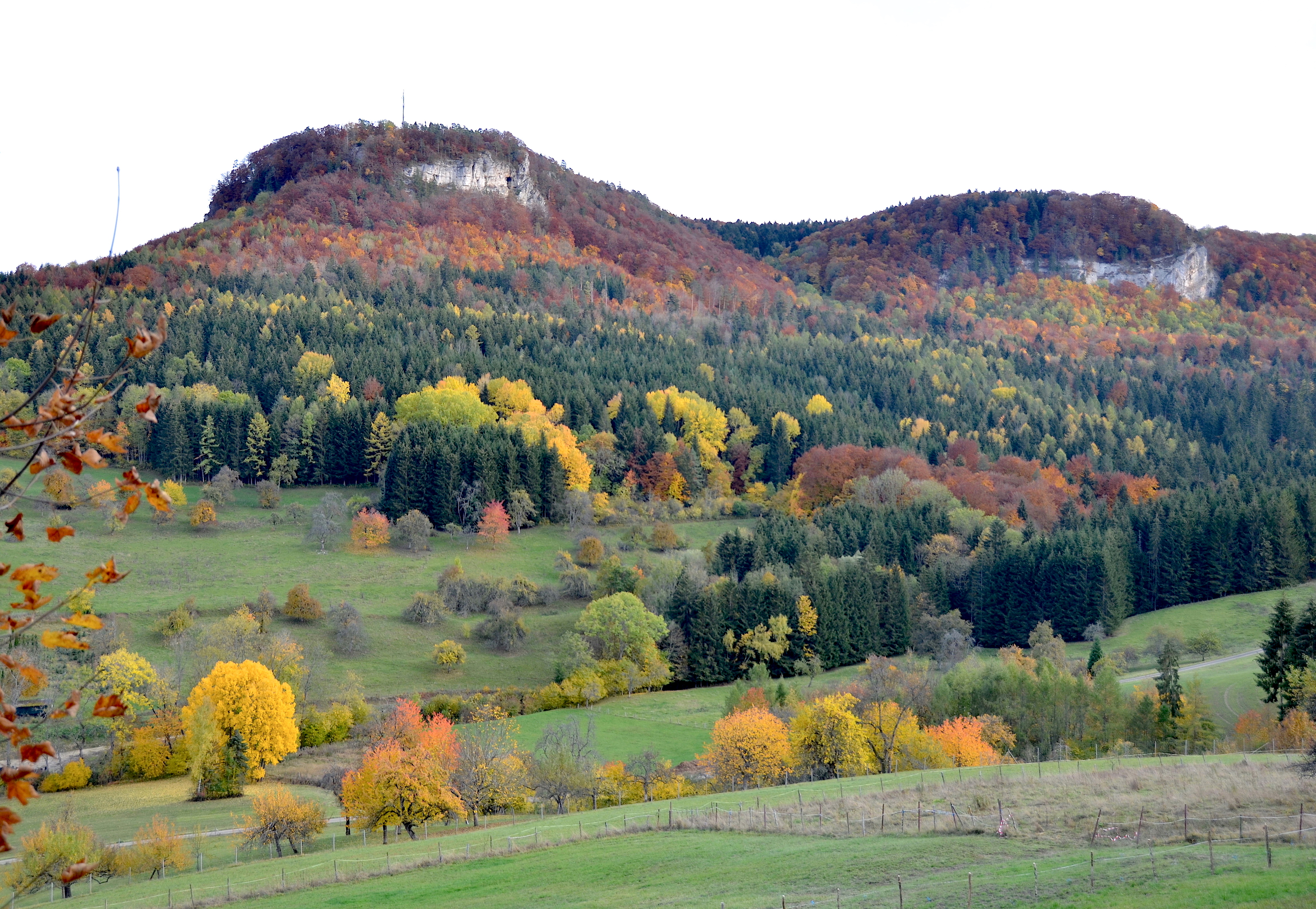
Blick über das Natur- und Waldschutzgebiet Dobelwiesen

Nach § 23 des Bundesnaturschutzgesetzes sind Naturschutzgebiete rechtsverbindlich festgesetzte Gebiete, in denen ein besonderer Schutz von Natur und Landschaft erforderlich ist. Welche Handlungen und Veränderungen in einem Naturschutzgebiet erlaubt oder verboten sind, wird durch die jeweilige Gebietsverordnung festgelegt. In der Regel dürfen Besucher die Wege nicht verlassen, keine Blumen pflücken und müssen ihre Hunde anleinen. Eine ordnungsgemäße Forstwirtschaft ist aber meist weiterhin möglich.
In Deutschland gibt es insgesamt 8.676 Naturschutzgebiete mit einer terrestrischen Gesamtfläche von knapp 1,4 Mio. Hektar. Mit 711.000 Hektar liegt davon über die Hälfte im Wald. Dies entspricht 6 % der Gesamtwaldfläche.

### Waldnationalparke

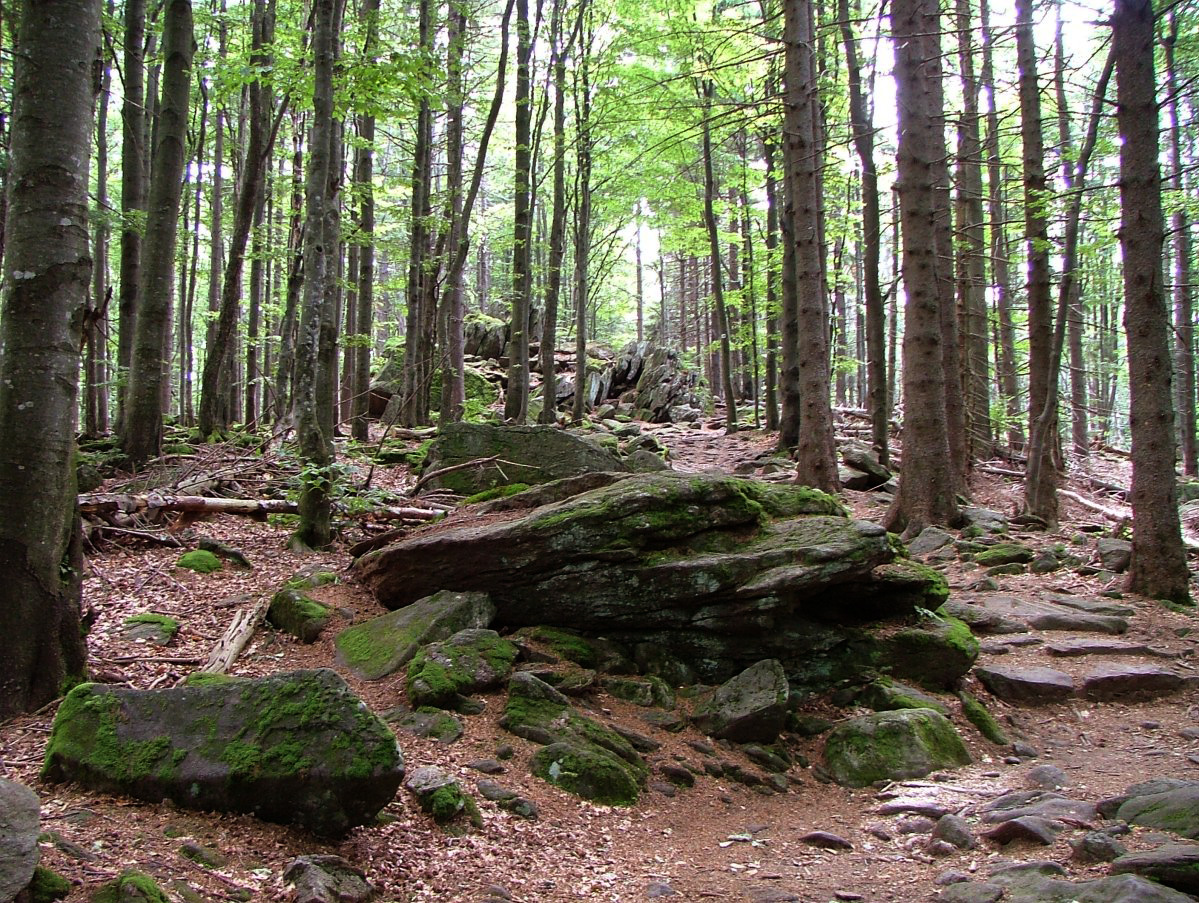
Nationalpark Bayerischer Wald

Bei 13 der 16 Nationalparke in Deutschland (Stand: Oktober 2020) werden die terrestrischen Flächen (ohne marine Gebiete und Binnengewässer) im Wesentlichen von Wald geprägt. Insgesamt umfassen die deutschen Nationalparke über 136.000 Hektar Wald. In den Kernzonen der Nationalparke finden keine forstwirtschaftlichen Tätigkeiten mehr statt und die Wälder können sich natürlich ohne direkte Beeinflussung durch Menschen entwickeln. Bekannte deutsche Waldnationalparke sind zum Beispiel:
- Nationalpark Bayerischer Wald
- Nationalpark Eifel
- Nationalpark Hainich
- Nationalpark Harz
- Nationalpark Hunsrück-Hochwald
- Nationalpark Kellerwald-Edersee
- Nationalpark Schwarzwald

### Naturwaldreservate
Naturwaldreservate sind Waldgebiete, in denen die Holznutzung und sonstigen forstwirtschaftlichen Eingriffe bis auf wenige Ausnahmen zum Waldschutz und zur Verkehrssicherungspflicht untersagt sind. Durch die von direkten menschlichen Eingriffen weitgehend unbeeinflusste Entwicklung sollen in den Reservaten auf lange Sicht wieder urwaldähnliche Waldstrukturen entstehen. Neben dem Naturschutz dienen die Naturwaldreservate auch der forstlichen Forschung und der Waldpädagogik. Die Naturwaldreservate werden von den Bundesländern ausgewiesen und tragen zum Teil abweichende länderspezifische Bezeichnungen wie Bannwald, Naturwaldzelle, Naturwald oder Naturwaldparzelle. In Deutschland gibt es 746 Naturwaldreservate mit einer Gesamtfläche von 36.016 Hektar (Stand: November 2021).

### Naturwaldflächen
In Bayern sollen bis zum Jahr 2023 10 Prozent des Staatswaldes als „Naturwaldflächen“ eingerichtet werden. Das grüne Netzwerk der Naturwaldflächen besteht aus naturnahen Wäldern mit besonderer Bedeutung für die Biodiversität. Mit der Bekanntmachung „Naturwälder für Bayern“ vom 2. Dezember 2020 hat Bayern rund 58.000 Hektar Staatswald als Naturwaldflächen ausgewiesen. In den Naturwäldern wird die Holznutzung eingestellt. Nur ausnahmsweise dürfen für notwendige Maßnahmen des Waldschutzes und der Verkehrssicherung Bäume eingeschlagen werden.
Hessen hat sich ebenfalls verpflichtet, 10 Prozent der Staatswaldfläche als Naturwaldflächen auszuweisen. Dieses Ziel wurde im Jahr 2019 erreicht: Von den 319.716 Hektar Holzbodenfläche im Staatswald sind nun 2.300 Einzelflächen mit insgesamt 32.000 Hektar als sogenannte „Kernflächen“ geschützt, auf denen sich der Wald künftig ohne direkten menschlichen Einfluss entwickeln kann. Es wurden dabei insbesondere seltene Waldgesellschaften wie Erlenbruch-, Au-, Trocken- oder Schluchtwälder ausgewählt, aber auch allgemein alte Waldbestände.

### Natura 2000

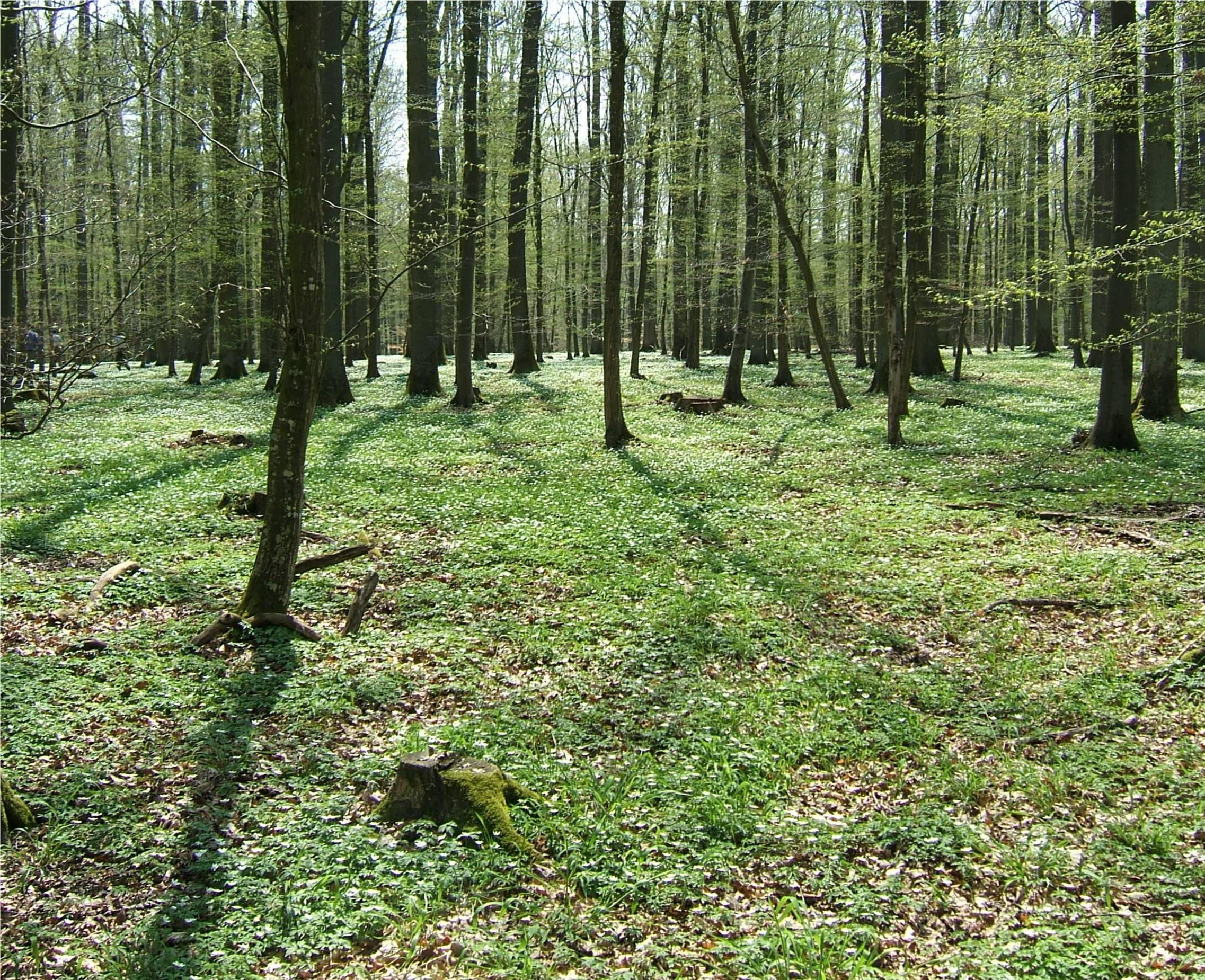
FFH-Lebensraumtyp 9130 Waldmeister-Buchenwald

Die Natura-2000-Gebiete (FFH-Richtlinie und Vogelschutzrichtlinie) in Deutschland befinden sich mit 48 Prozent zu einem überproportional hohen Anteil im Wald. Insgesamt liegen 26.550 km² Wald in Natura-2000-Gebieten, das sind rund ein Viertel der deutschen Waldfläche. Knapp die Hälfte dieser Natura-2000-Waldflächen umfassen geschützte Waldlebensraumtypen des Anhangs I der FFH-Richtlinie, von denen 17 in Deutschland vorkommen.
Bei der Dritten Bundeswaldinventur (2012) wurden die Waldlebensraumtypen – auch außerhalb von FFH-Gebieten – erfasst. Flächenbedeutsam sind in den deutschen Wäldern insbesondere die Buchen-Lebensraumtypen mit 1,6 Mio. Hektar, gefolgt von den Eichen-Hainbuchenwäldern mit 177.000 Hektar und den Auenwäldern mit 89.000 Hektar.
| Code (Anhang I der FFH-Richtlinie) | Waldlebensraumtyp (Kurzbezeichnung des BfN)               | Fläche       |
| ---------------------------------- | --------------------------------------------------------- | ------------ |
| 9110                               | Hainsimsen-Buchenwälder                                   | 819.809 ha   |
| 9130                               | Waldmeister-Buchenwälder                                  | 766.317 ha   |
| 9140                               | Subalpine Bergahorn-Buchenwälder                          | 1.898 ha     |
| 9150                               | Orchideen-Kalk-Buchenwälder                               | 25.210 ha    |
| 9160                               | Sternmieren-Eichen-Hainbuchenwälder                       | 81.938 ha    |
| 9170                               | Labkraut-Eichen-Hainbuchenwälder                          | 95.030 ha    |
| 9180*                              | Schlucht- und Hangmischwälder                             | 14.881 ha    |
| 9190                               | Alte bodensaure Eichenwälder auf Sandböden mit Stieleiche | 48.697 ha    |
| 91D0*                              | Moorwälder                                                | 34.297 ha    |
| 91E0*                              | Erlen-Eschen- und Weichholzauenwälder                     | 71.370 ha    |
| 91F0*                              | Hartholzauenwälder                                        | 17.752 ha    |
| 9410                               | Montane bis alpine bodensaure Fichtenwälder               | 65.645 ha    |
| 9420                               | Alpine Lärchen- und/oder Arvenwälder                      | 400 ha       |
| Waldlebensraumtypen gesamt         |                                                           | 2.044.896 ha |

### Bannwälder
Mit dem Begriff Bannwald werden in den deutschen Bundesländern verschiedene Schutzkategorien für Wald bezeichnet. In Baden-Württemberg sind Bannwälder Naturwaldreservate. In Bayern und Hessen sind Bannwälder Waldgebiete, die auf Grund ihrer Flächensubstanz besonders schützenswert sind. Eine Rodung ist dort nur erlaubt, wenn eine flächengleiche Ersatzaufforstung geleistet wird.

### Schutzwälder

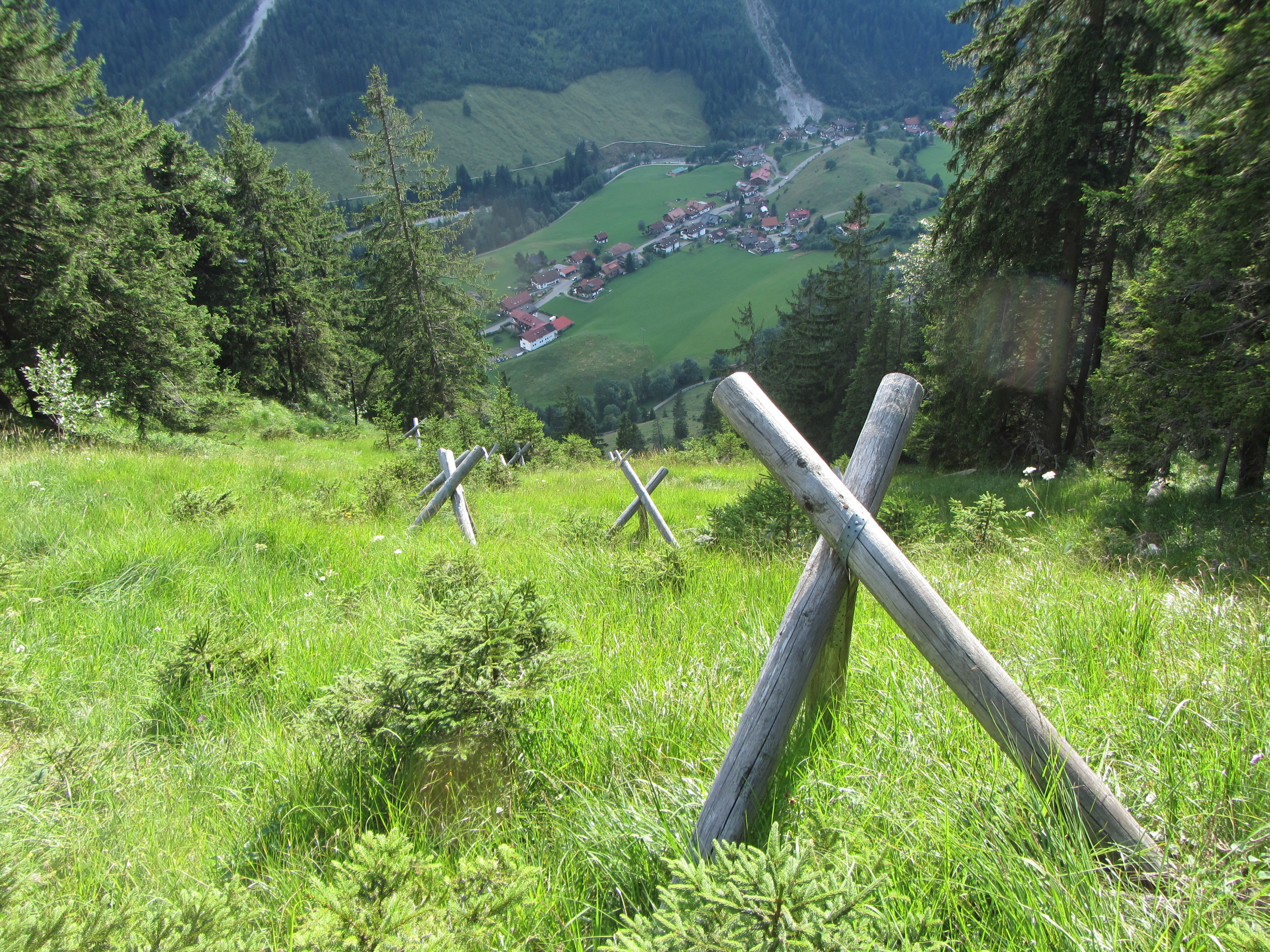
Schutzwaldsanierungsfläche mit Dreibeinböcken oberhalb von Hinterstein, Lkr. Oberallgäu

Das Bundeswaldgesetz (BWaldG) definiert Schutzwald wie folgt: „Wald kann zu Schutzwald erklärt werden, wenn es zur Abwehr oder Verhütung von Gefahren, erheblichen Nachteilen oder erheblichen Belästigungen für die Allgemeinheit notwendig ist, bestimmte forstliche Maßnahmen durchzuführen oder zu unterlassen. Die Erklärung zu Schutzwald kommt insbesondere in Betracht zum Schutz gegen schädliche Umwelteinwirkungen im Sinne des Bundes-Immissionsschutzgesetzes vom 15. März 1974 (Bundesgesetzbl. I S. 721), Erosion durch Wasser und Wind, Austrocknung, schädliches Abfließen von Niederschlagswasser und Lawinen.“ Kahlhiebe im Schutzwald bedürfen in Deutschland der Erlaubnis der zuständigen Forstbehörde.
Schutzwälder spielen in Deutschland insbesondere in den Bergwäldern der Bayerischen Alpen und der Mittelgebirge eine große Rolle.

### Erholungswälder
Erholungswälder sind Waldgebiete, die insbesondere in der Nähe von Städten und größeren Gemeinden vorrangig der Erholung der Bevölkerung dienen. Die Definition des Bundeswaldgesetzes (BWaldG) für Erholungswald lautet: „Wald kann zu Erholungswald erklärt werden, wenn es das Wohl der Allgemeinheit erfordert, Waldflächen für Zwecke der Erholung zu schützen, zu pflegen oder zu gestalten.“

### Kur- und Heilwälder
Kur- und Heilwälder sind seit 2011 eine Sonderkategorie von Wald als Ergänzung des Erholungswaldes im Landeswaldgesetz von Mecklenburg-Vorpommern (§ 22 LWaldG). Der Internationale Kongress Gesundheitspotenzial Wald definiert: „Bei Kurwäldern handelt es sich um Waldgebiete, die aufgrund verschiedener Eigenschaften dazu prädestiniert sind, eine gesundheitsfördernde Breitenwirkung zu entfalten. Heilwälder sind Waldgebiete, die zur therapeutischen Nutzung für Patienten mit speziellen Indikationen gestaltet sind.“

## Waldmonitoring

### Bundeswaldinventur
Die Bundeswaldinventur (BWI) ist eine forstliche Großrauminventur, die alle zehn Jahre auf einem systematischen 4 × 4 Kilometer-Stichprobennetz im ganzen Bundesgebiet durchgeführt wird. Sie soll einen Gesamtüberblick über die großräumigen Waldverhältnisse und forstlichen Produktionsmöglichkeiten liefern. Die erste Bundeswaldinventur (BWI I, 1986) wurde in den Jahren 1986 bis 1989 in den westdeutschen Bundesländern durchgeführt. Die zweite (BWI II, 2002) und die dritte Bundeswaldinventur (2012) folgten dann im gesamten Bundesgebiet in den Jahren 2001 bis 2003 sowie 2011 bis 2012. Die vierte Bundeswaldinventur ist am 1. April 2021 gestartet und die Datenerhebung soll bis Ende Dezember 2022 abgeschlossen sein.
Rechtliche Basis für die Bundeswaldinventur sind das Bundeswaldgesetz und die Bundesverordnungen zu den jeweiligen Bundeswaldinventuren.
Die Bundeswaldinventuren sind auch eine Grundlage für die jährlichen nationalen Treibhausgas-Berichte (National Inventory Reports NIR), zu denen sich die Bundesrepublik Deutschland durch die Klimarahmenkonvention, als Vertragsstaat des Kyoto-Protokolls und durch die EU-Entscheidung 280/2004/EC verpflichtet hat. Um auch zwischen den Bundeswaldinventuren verlässliche Zahlen zur Kohlenstoffspeicherung im Wald zu erhalten, wird zur Halbzeit des Inventurzeitraums die Kohlenstoffinventur durchgeführt, zuletzt die Kohlenstoffinventur 2017 (CI 2017) mit dem Stichtag 31. Oktober 2017.

### Forstliches Umweltmonitoring

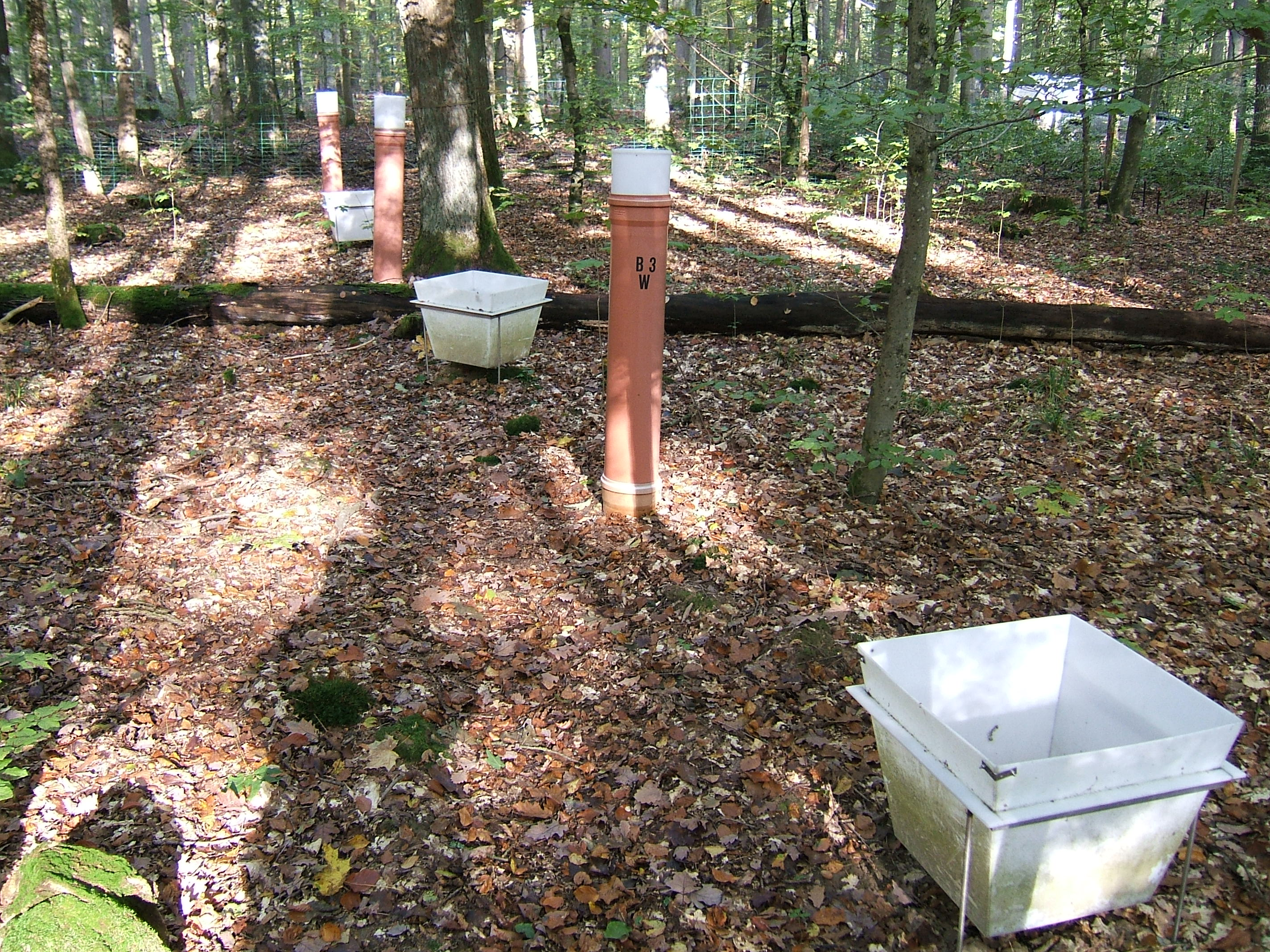
Intensives forstliches Umweltmonitoring (Level 2) an einer Waldklimastation in Bayern

Bei der Waldzustandserhebung (WZE) wird jährlich der Vitalitätszustand der deutschen Wälder erfasst. Dabei wird der Kronenzustand (insbesondere die Kronenverlichtung) als Weiser für die Vitalität der Waldbäume optisch erhoben und beurteilt. In den alten Bundesländern wird die Waldzustandserhebung seit 1984 und in den neuen Bundesländern seit 1990 durchgeführt. Die bundesweite Erhebung erfolgt jeweils im Juli und August auf einem systematischen 16 × 16 Kilometer-Stichprobennetz (Level-I-Netz) an rund 10.000 Bäumen und ermöglicht auf Bundesebene repräsentative Ergebnisse für die wichtigsten Baumarten. Die Bundesländer verdichten dieses Stichprobennetz nach Bedarf, um aussagekräftige Ergebnisse für die Landesebene und einzelne Regionen zu erhalten.
Bei der Bodenzustandserhebung (BZE) wird der Zustand und die Veränderung von Waldböden, Vegetation, Kronenzustand und der Waldernährung an rund 1.900 Stichprobenpunkten in Deutschland untersucht. Diese Punkte liegen auf einem systematischen 8 × 8 Kilometer-Stichprobennetz (Level-I-Netz) im Wald. Die erste Bodenzustandserhebung in Deutschland fand in den Jahren 1989 bis 1992 statt. Von 2006 bis 2008 wurde die zweite Bodenzustandserhebung durchgeführt.
Beim Intensiven Forstlichen Umweltmonitoring (Level-II-Netz) werden an bundesweit 68 Flächen (in Bayern: Waldklimastationen) in zwölf Erhebungsbereichen Daten erfasst, unter anderem zu Meteorologie, Deposition, Bodenlösung, Bodenvegetation, Zuwachs, Streufall und Phänologie. Diese ausführlichen Datensätze ermöglichen es, für das jeweilige Ökosystem Ursache-Wirkungszusammenhänge genauer zu untersuchen. Die punktrepräsentativen Ergebnisse des Intensivmonitorings stellen eine wichtige Ergänzung zu den flächenrepräsentativen Waldzustands- und Bodenzustandserhebungen (Level-I-Netz) dar.
Rechtliche Basis für das Forstliche Umweltmonitoring in Deutschland sind das Bundeswaldgesetz und die Bundesverordnung ForUmV.

### Treibhausgasmonitoring Wald
Im Rahmen der Treibhausgas-Berichterstattung werden für die Wälder Deutschlands die Kohlenstoffvorräte und ihre zeitliche Änderung in den fünf Kohlenstoffpools (ober- und unterirdische Biomasse, Totholz, Streu und Boden) ermittelt und die Emissionen von Kohlenstoffdioxid, Methan, Lachgas, Stickoxiden und Kohlenmonoxid dargestellt. Ab dem Berichtsjahr 2013 kommen Holzprodukte als zusätzlicher Kohlenstoffspeicher hinzu. Datengrundlagen sind im Wesentlichen die Bundeswaldinventur und die Bodenzustandserhebung.
Die Wälder in Deutschland wirkten in den letzten Jahrzehnten als Kohlenstoffsenke. Im Zeitraum 2002 bis 2012 nahmen die Wälder jährlich etwa 52 Millionen Tonnen Kohlenstoffdioxid auf. Im Jahr 2019 wurden im deutschen Wald netto 57 Millionen Tonnen Kohlenstoffdioxid gebunden, das entspricht circa 7 Prozent der deutschen Gesamtemissionen an Kohlenstoffdioxid. Der größte Anteil an der Kohlenstoffdioxid-Einbindung im Wald entfiel mit 40,5 Millionen Tonnen auf den Zuwachs an Biomasse, mit 16 Millionen Tonnen auf die Einbindung im Mineralboden und mit 3,8 Millionen Tonnen auf die Zunahme von Totholz. Dagegen stellt vor allem die Mineralisierung von organischen Waldböden (z. B. Moorböden) mit 2,6 Millionen Tonnen eine Kohlenstoffdioxid-Quelle dar.
In einem Kubikmeter Waldholz sind, abhängig von der jeweiligen Baumart und ihrer spezifischen Holzdichte, ca. 270 kg Kohlenstoff (C) gebunden. Insgesamt existierte in Deutschland im Jahr 2012 ein Holzvorrat von 3,663 Milliarden Vorratsfestmetern mit Rinde. Im gesamten deutschen Wald waren 2012 etwa 2,2 Petagramm (2,2 Mrd. Tonnen) Kohlenstoff gebunden, von den 59 % auf die Biomasse der Bäume entfallen, 1 % im Totholz steckt und 40 % im Streu sowie im Waldboden. Laut der Kohlenstoffinventur 2017 ist der Holzvorrat in den deutschen Wäldern weiter auf nunmehr 3,9 Milliarden Vorratsfestmeter mit Rinde gestiegen. Damit waren in der lebenden Biomasse der Bäume 1,23 Mrd. t und im Totholz 33,6 Mio. t Kohlenstoff gespeichert.

## Rechtsgrundlagen in Deutschland
Die Rechtsvorschriften über den Wald, als Waldrecht oder Forstrecht bezeichnet, werden in Deutschland durch das Bundeswaldgesetz geregelt. Das Waldrecht ist Bestandteil des Umweltrechts. Wie dieses allgemein, gilt das Bundeswaldgesetz teilweise als Rahmengesetz (das bedeutet, die Grundlagen werden dort festgeschrieben, die Bundesländer können aber eigene Detailregelungen treffen). Teilbereiche wie die Regelungen zur Forstwirtschaft unterliegen der konkurrierenden Gesetzgebung (die Länder können eigene Regelungen erlassen, die aber außer Kraft gesetzt werden, sobald der Bund entsprechende Regelungen trifft). Folgende Gesetze gelten für das Waldrecht als Landesrecht:
| Land                   | Gesetz |
| ---------------------- | --- |
| Deutschland            | Bundeswaldgesetz (Gesetz zur Erhaltung des Waldes und zur Förderung der Forstwirtschaft)                                                                          |
| Baden-Württemberg      | Waldgesetz für Baden-Württemberg |
| Bayern                 | Bayerisches Waldgesetz |
| Berlin                 | Gesetz zur Erhaltung und Pflege des Waldes |
| Brandenburg            | Waldgesetz des Landes Brandenburg |
| Bremen                 | Waldgesetz für das Land Bremen |
| Hamburg                | Landeswaldgesetz |
| Hessen                 | Hessisches Waldgesetz |
| Mecklenburg-Vorpommern | Waldgesetz für das Land Mecklenburg-Vorpommern |
| Niedersachsen          | Niedersächsisches Gesetz über den Wald und die Landschaftsordnung                                                                                                 |
| Nordrhein-Westfalen    | Landesforstgesetz für das Land Nordrhein-Westfalen |
| Rheinland-Pfalz        | Landeswaldgesetz |
| Saarland               | Waldgesetz für das Saarland |
| Sachsen                | Waldgesetz für den Freistaat Sachsen |
| Sachsen-Anhalt         | Gesetz zur Erhaltung und Bewirtschaftung des Waldes, zur Förderung der Forstwirtschaft sowie zum Betreten und Nutzen der freien Landschaft im Land Sachsen-Anhalt |
| Schleswig-Holstein     | Waldgesetz für das Land Schleswig-Holstein |
| Thüringen              | Gesetz zur Erhaltung, zum Schutz und zur Bewirtschaftung des Waldes und zur Förderung der Forstwirtschaft                                                         |

## Wald in der deutschen Kultur
Der Wald spielt eine zentrale Rolle in der deutschen Kultur. Spätestens seit der Romantik gilt der Wald als wichtiges und typisch deutsches Kulturgut. Die starke emotionale Bindung der Deutschen zu ihrem Wald zeigte sich auch bei der intensiv geführten Waldsterbensdebatte der 1980er Jahre.